# 金山城 (美濃国)
金山城（かねやまじょう）は、岐阜県可児市（美濃国可児郡兼山）にあった日本の城（山城）。城跡は「美濃金山城跡」（みのかねやまじょうあと）として、2013年（平成25年）に国の史跡に指定されている。

## 概要
城郭の形式は梯郭式山城。「兼山城」と表記されることが多い。1967年（昭和42年）に岐阜県指定史跡に指定され、2013年（平成25年）に国の史跡に指定された。
標高約277メートルの古城山の山頂に築かれ、天守台を山頂に配置し、本丸を中心に二の丸、三の丸、南腰曲輪、西腰曲輪が連郭式に配され、天守台北東側に東腰曲輪と称する一郭がある。

## 歴史

### 築城

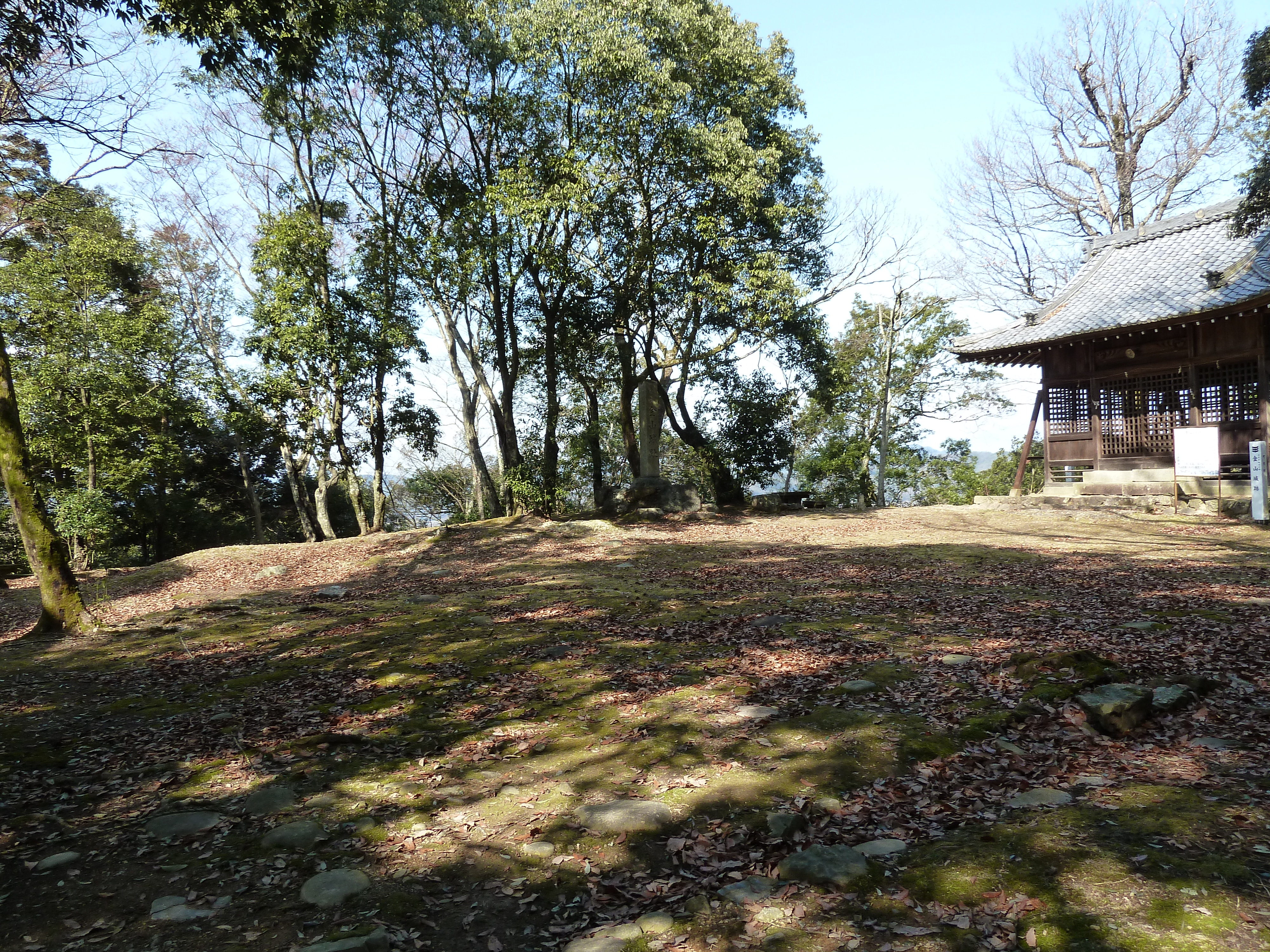
本丸御殿跡

天文6年（1537年）、斎藤道三の養子である斎藤正義が、烏ヶ峰に築城を行った（烏ヶ峰城、烏峰城）。このとき、中井戸村が金山村に改称されたという。16世紀前半当時、当地は木曽川上流の要地として発展しており、河港である金山湊が栄えた。
天文17年（1548年）、斎藤正義は近隣の久々利城主土岐悪五郎によって討たれた。その後は土岐十郎左衛門が留守代を務めたという。

### 森家の居城
永禄8年（1565年）、織田信長は烏ヶ峰城を奪取し、家臣の森可成を城主に据えた。森可成はこの城を金山城と改称し、城下町の建設に着手した。
元亀元年（1570年）に近江宇佐山城の戦いで可成が戦死した。その直前に長男の可隆も戦死を遂げていたため、次男の長可が13歳で跡を継ぎ城主となった。長可は、塩や海魚を扱う市場である「魚屋町」、諸商人を集めた「下モ町」（現在の常盤町）、諸職人を集めた「古町」（現在の下町）、船頭・仲仕や船宿を集めた船着場渡り町（現在の下町）を設けるなど、城下町を整備した。
天正10年（1582年）、長可が信濃国川中島（北信地方）に転封されると、弟の森成利が入る。しかし成利は同年中に本能寺の変により討死し、また長可も情勢不安の川中島を捨てて戻って来たため、再び長可の領地となる。天正12年（1584年）に長可が小牧・長久手の戦いで戦死すると、可成の六男の忠政が城主となる。
関ヶ原の合戦前の慶長5年（1600年）、森忠政は川中島藩に転封された。

### 関ヶ原前後
森氏が去った後、金山城は犬山城主石川貞清が兼帯して支配することとなった。津田正房『正事記』などには、金山城の建物が解体され、天守は犬山城の天守として移築されたという伝承（「金山越」という）が載せられていたが、1961年（昭和36年）の犬山城天守の解体修理の際に調査が行われた結果、移築の痕跡がまったく発見されなかったため、移築説は現在は否定されている。
関ヶ原の合戦後、西軍に与した石川貞清は除封された。松平忠頼（武蔵松山藩主、1万石）が犬山城番となり、金山城の在番も務めた。この際、金山領1万5000石が忠頼に与えられており、「金山藩」2万5000石が成立したと見なす見解もある。忠頼は慶長6年（1601年）に遠江浜松藩に移された。

### 廃城
松平忠頼が去ったのち、金山城は犬山城主・小笠原吉次の所有となった。慶長6年（1601年）頃に金山城は破却されたとされる。
金山村はその後、幕府領を経て、元和元年（1615年）より尾張藩領となったた。城跡は留山となった。明暦2年（1656年）、「金山村」は「兼山村」と改められた。

### 近現代
明治以後、城跡一帯は国有地（官有林）となった。1953年（昭和28年）に兼山町に払い下げが行われた。山上部は岐阜県史跡に指定された。
2006年（平成18年）可児市が約5年かけて兼山城の発掘調査を行った。当時の茶碗や瓦等の多くの遺物が出土した。
2017年（平成29年）4月6日、続日本100名城（143番）に選定された。

## 遺構
遺構には曲輪、土塁、井戸、堀、石垣などの一部が残り、本丸には石碑が建てられている。城の建造物は慶長5年（1600年）に解体され、麓の兼山湊から木曽川を通じて犬山まで運び犬山城の改修工事に利用されてしまったが、犬山市の瑞泉寺に二の門が、可児市兼山に裏城戸門が移築現存している。
瑞泉寺に移築されていた二の門は可児市に寄贈され、戦国山城ミュージアムに移築、2025年（令和7年）3月15日に披露された

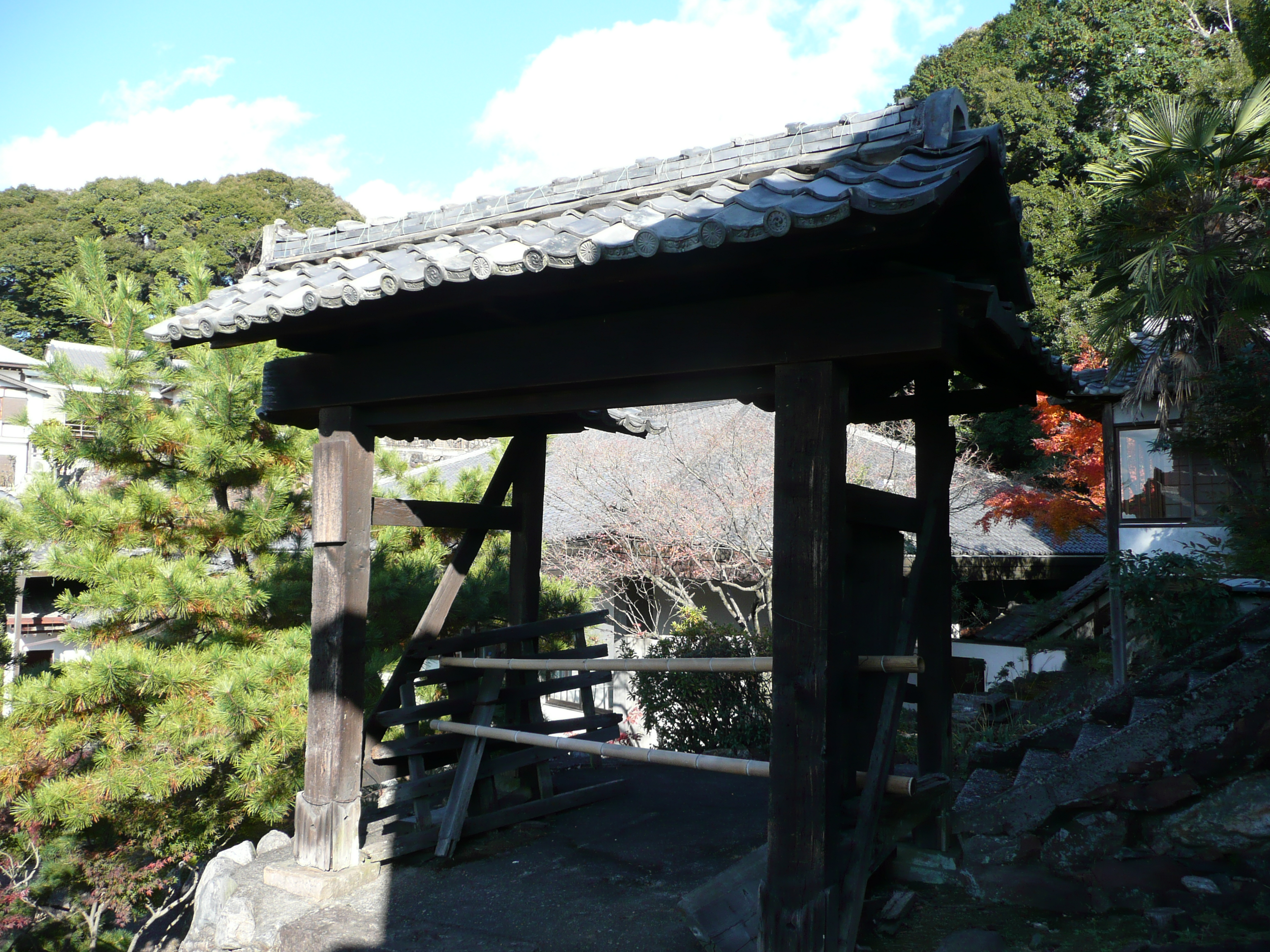
瑞泉寺に移築されている二の門
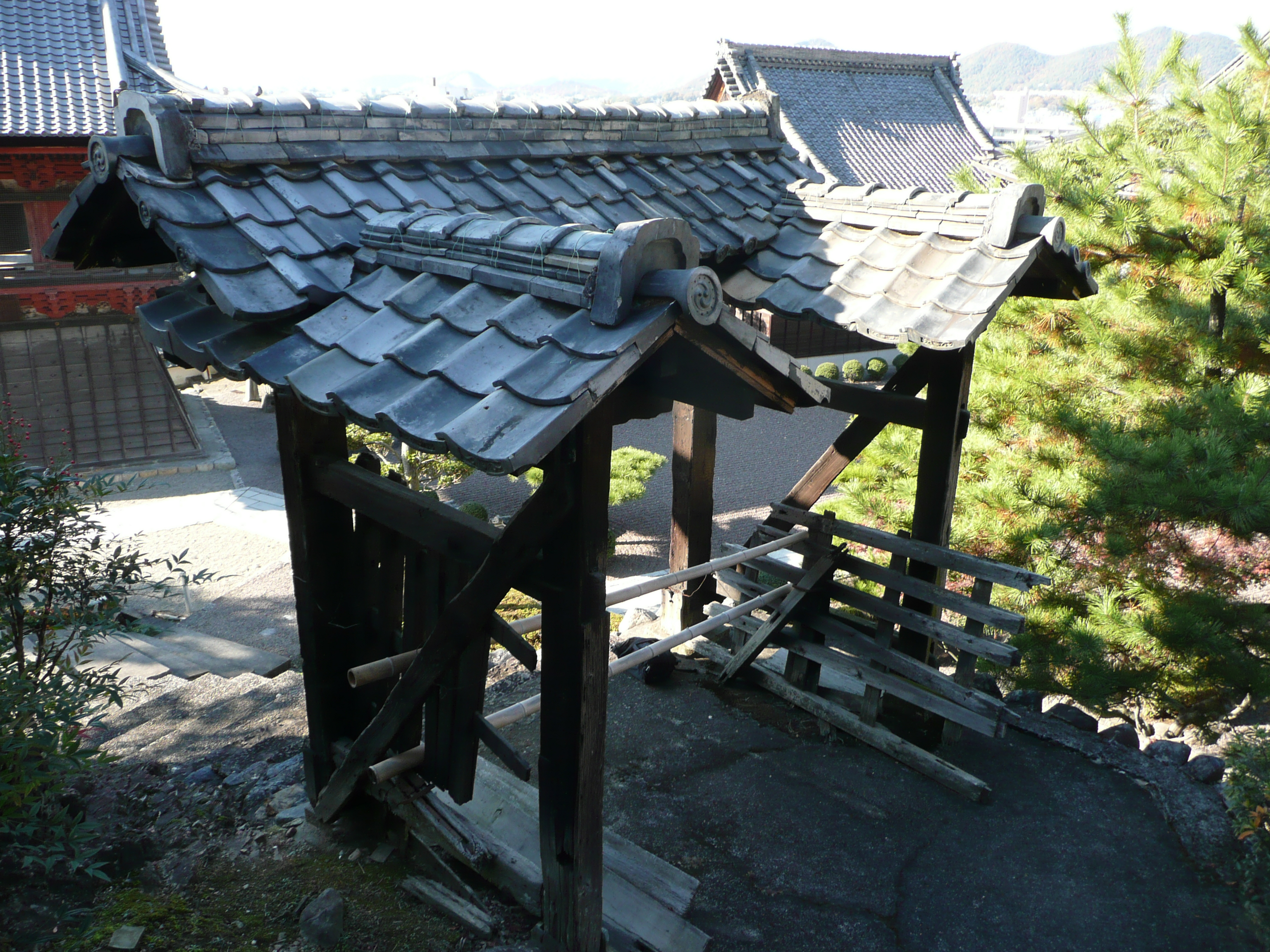
二の門の裏側
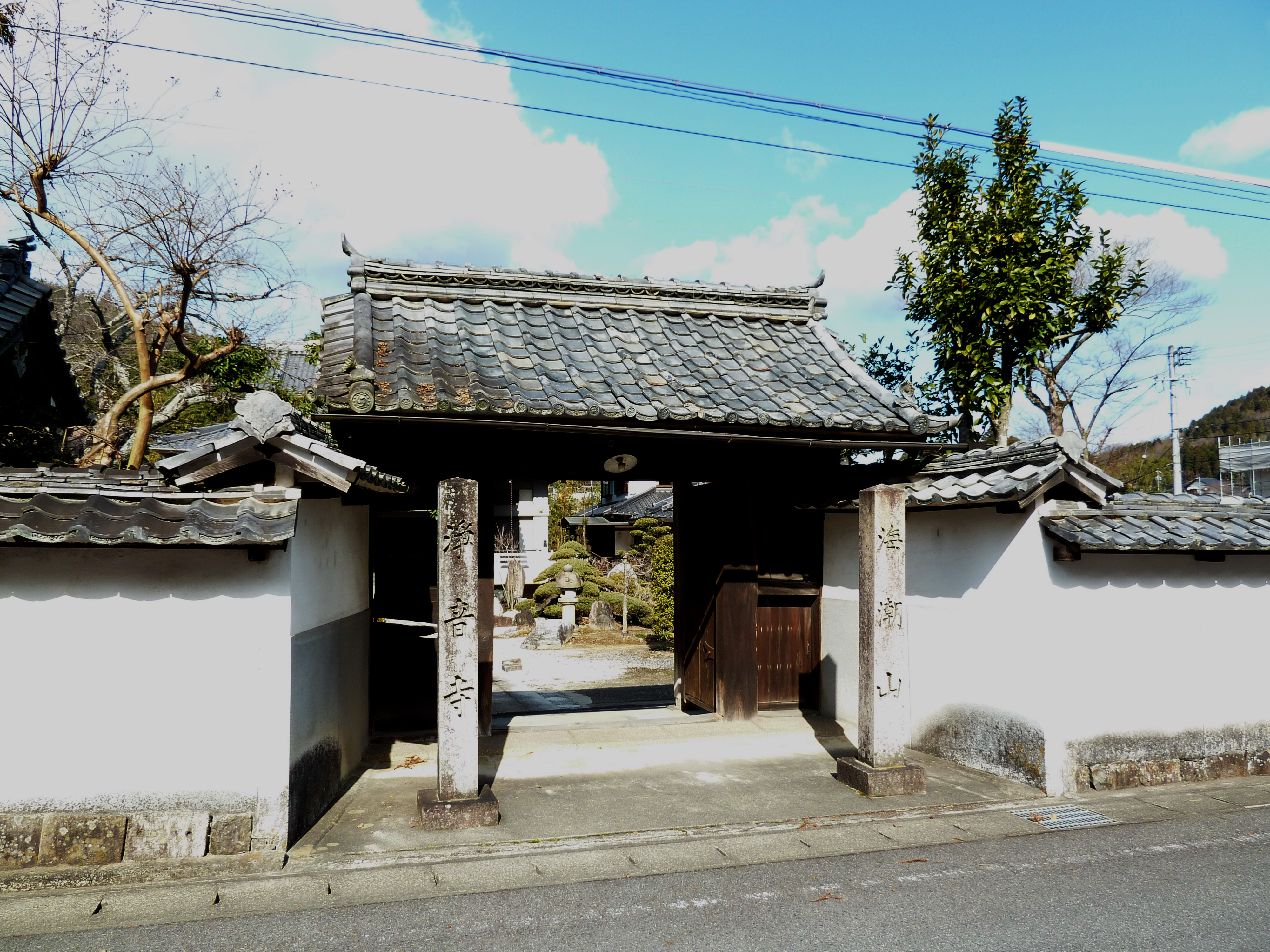
裏城戸門

## 構造

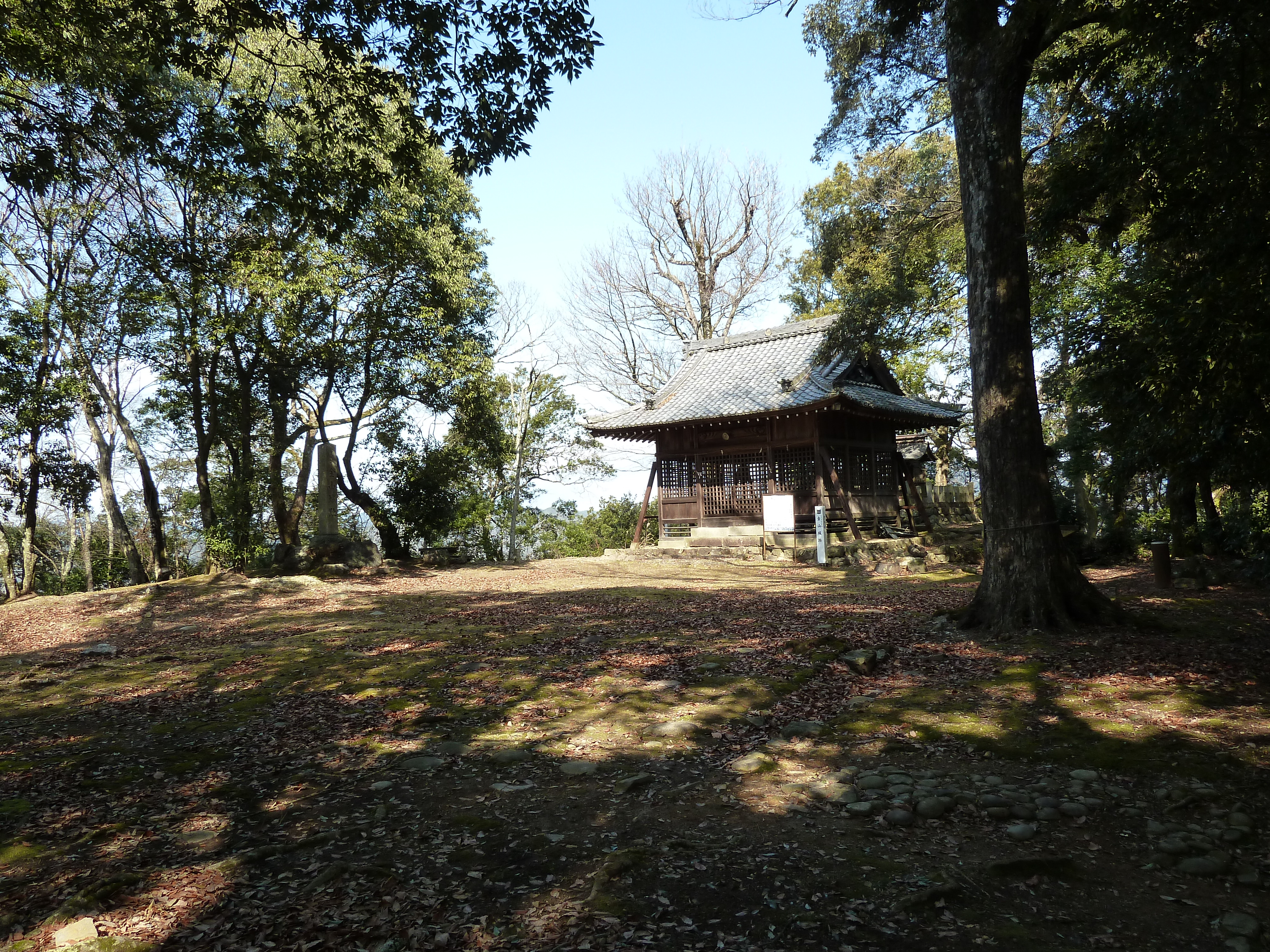
本丸。お堂は鳥竜神社の拝殿

### 本丸（天守台）

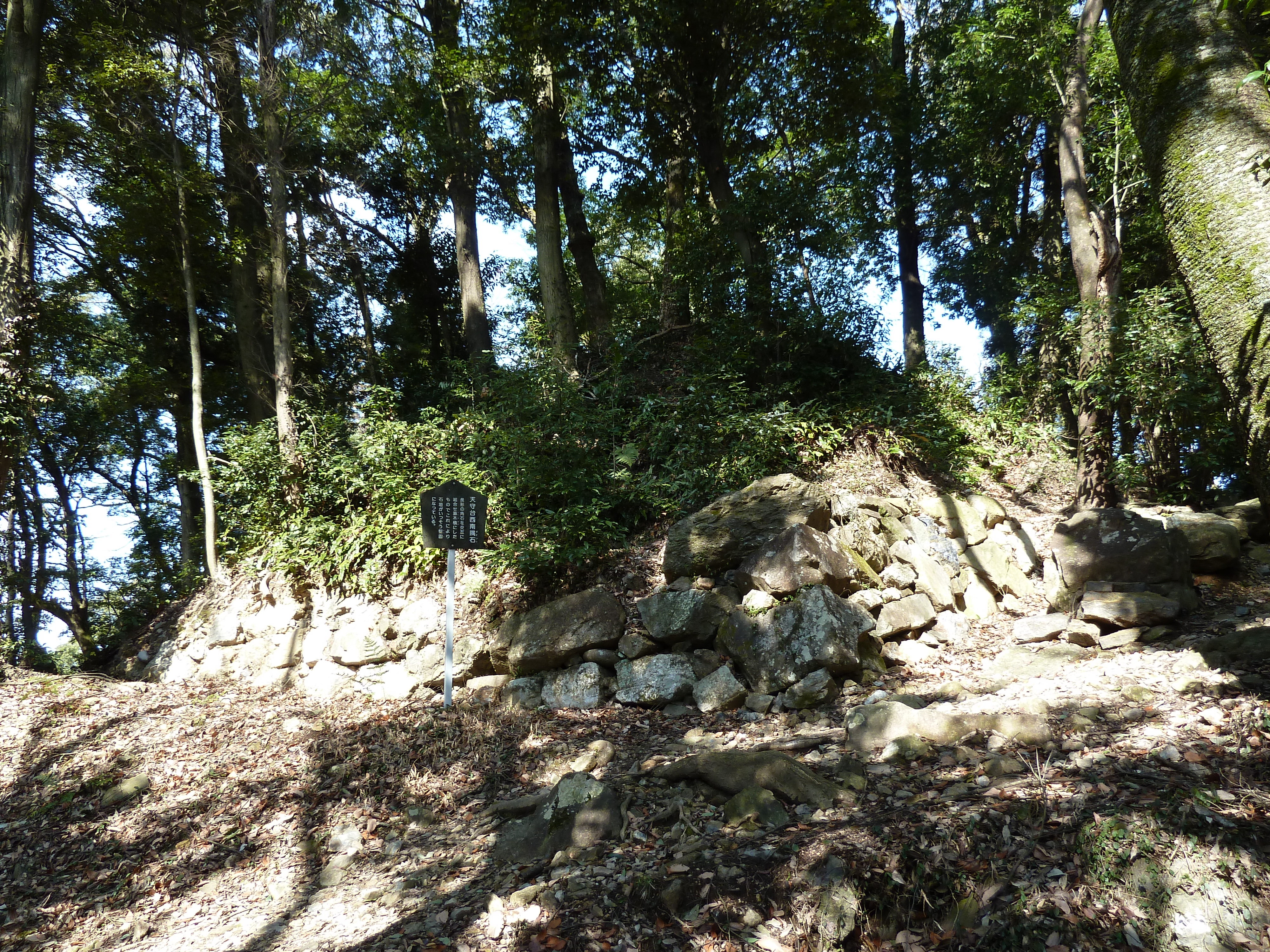
西南隅櫓の石垣
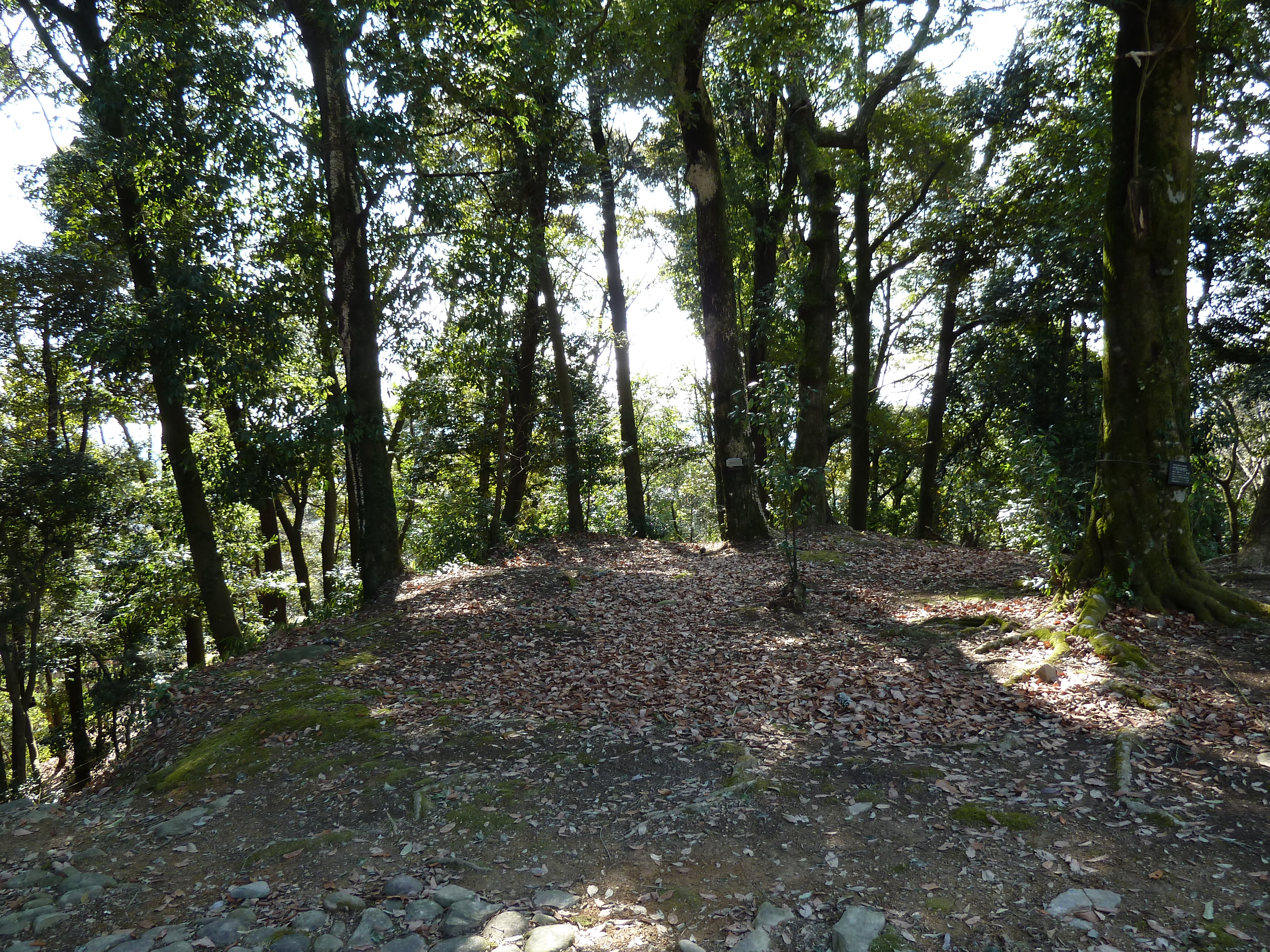
西南隅櫓跡

古城山の山頂部に位置し、兼山城の中枢となっていた。周囲は土塀に囲まれ、北側に天守を設け、隣接して南東側に小天守、さらに小天守の南西側に袖櫓が隣接していた。そして、中央部に本丸御殿、南西側に西南隅櫓を設けていた。天守と本丸御殿の間に建物の礎石が見つかっているが、詳細は不明である。現在は鳥竜神社となり、本丸の北西側には石碑が建てられている。
天守
本丸の北隅に存在した2重2階層塔型の櫓。天守と小天守の複合式で、南東側で小天守と隣接していた。安土城の天守とほぼ同時期に造られたとみられている。
なお、かつては金山城の天守が犬山城に移築されたとの説があったが、そのような痕跡はないことが近年の調査でわかった。

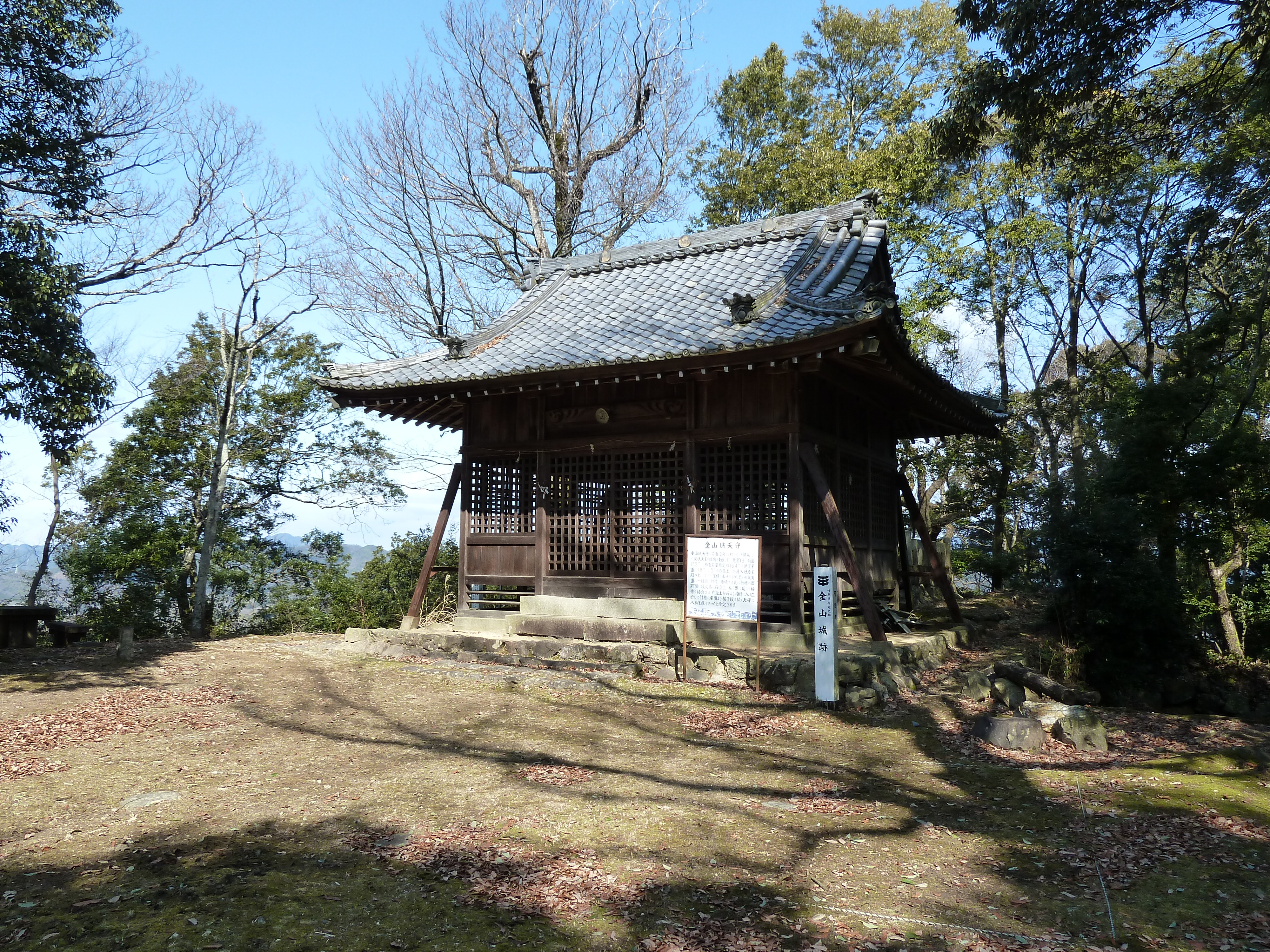
天守跡
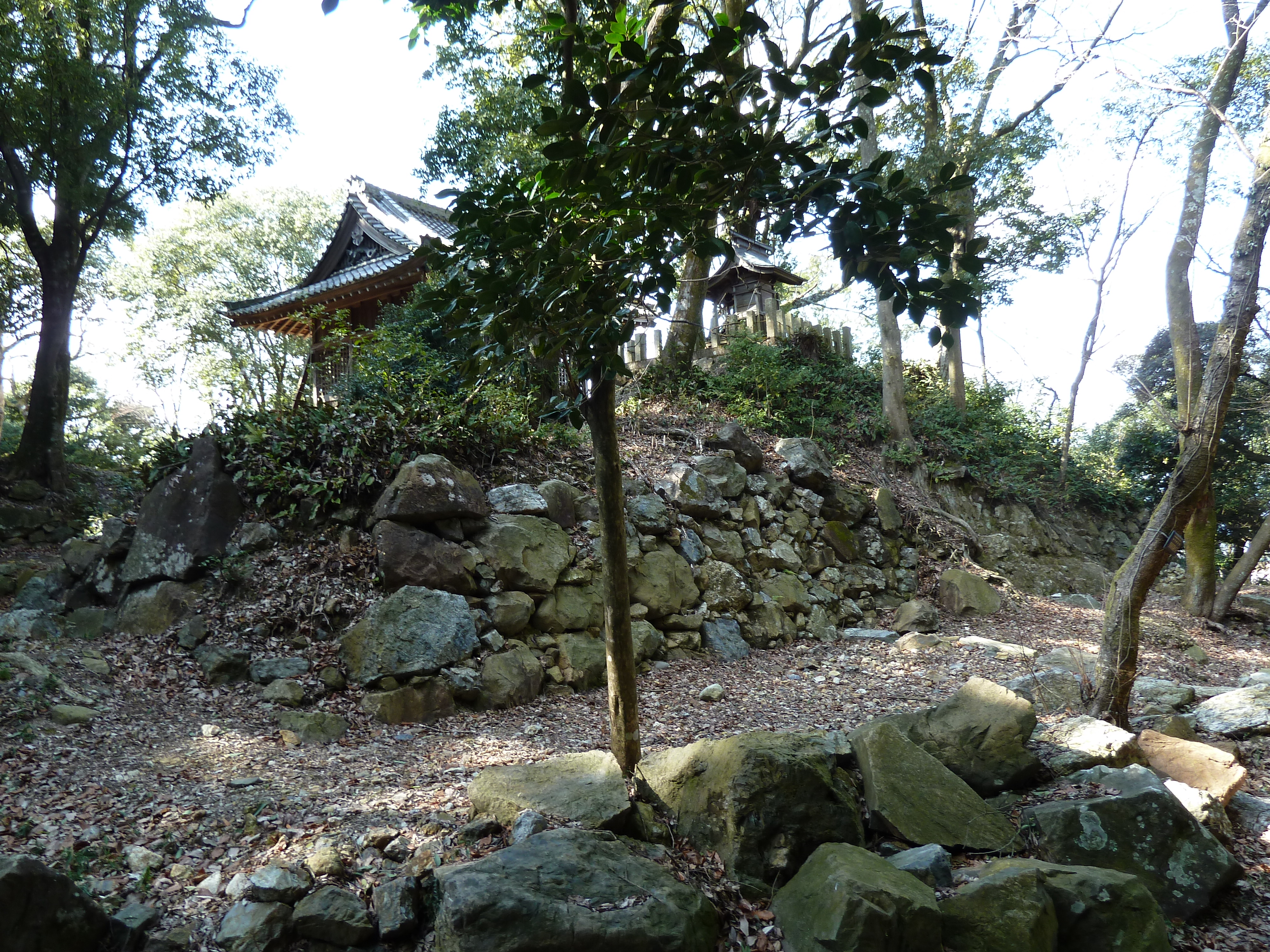
天守台の石垣

小天守
本丸の東隅に存在した天守の附櫓。北側で天守と、西側で柚櫓と隣接していた。小天守の床下に深さ約1.9メートルの穴蔵を有していた。小天守の東側の袖櫓の石垣に沿って穴蔵の出口の石段（3段）を設け、さらに、西側の穴蔵の仕切石垣に沿って穴蔵出口を設けている。この穴蔵の南側に東西2か所に出口を設けたことは全く他に類例のない独特な構造であって、未だに2か所の出口を設けた理由は解明されていない。周囲の石垣と礎石が現存している。

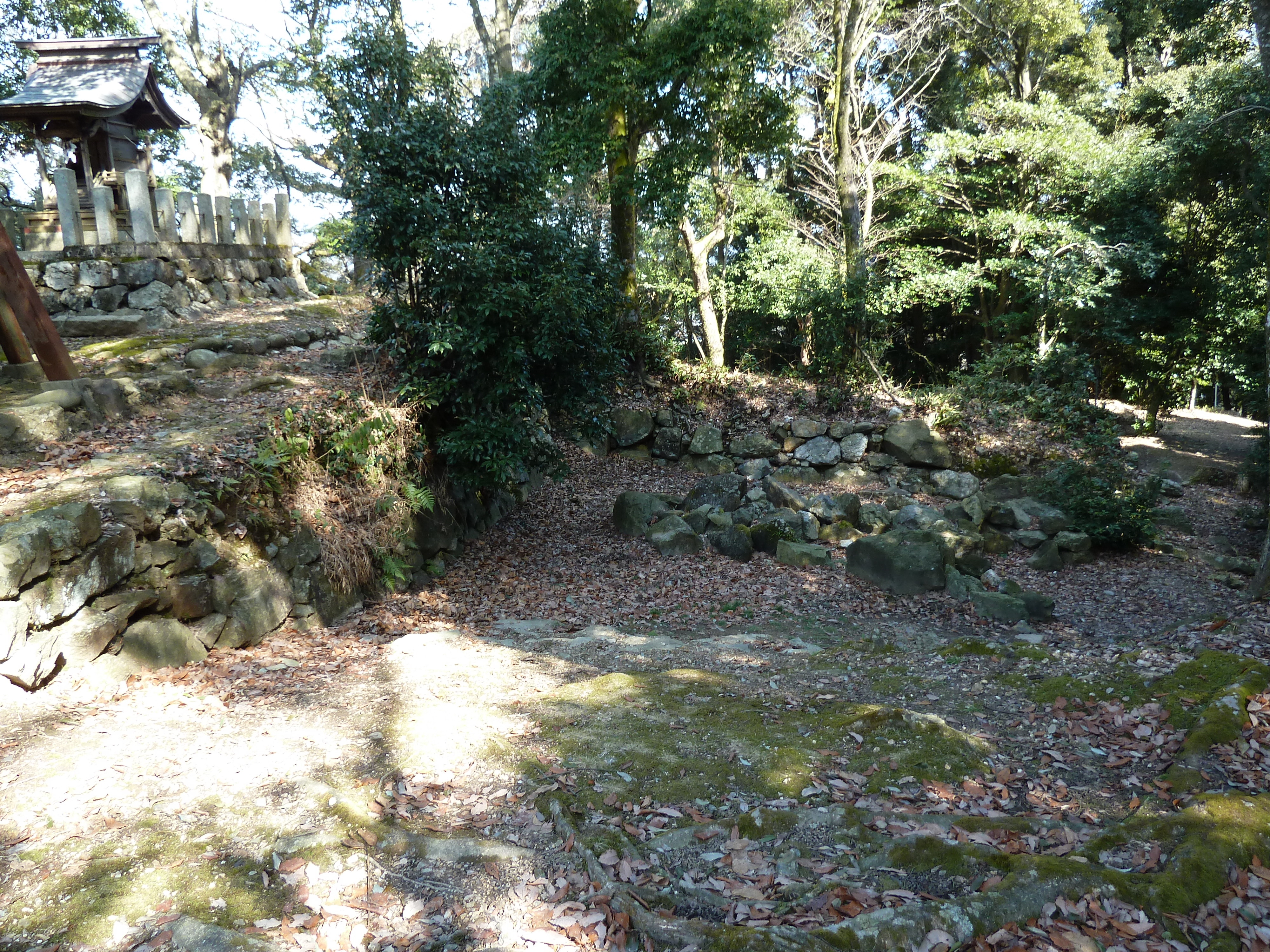
小天守跡
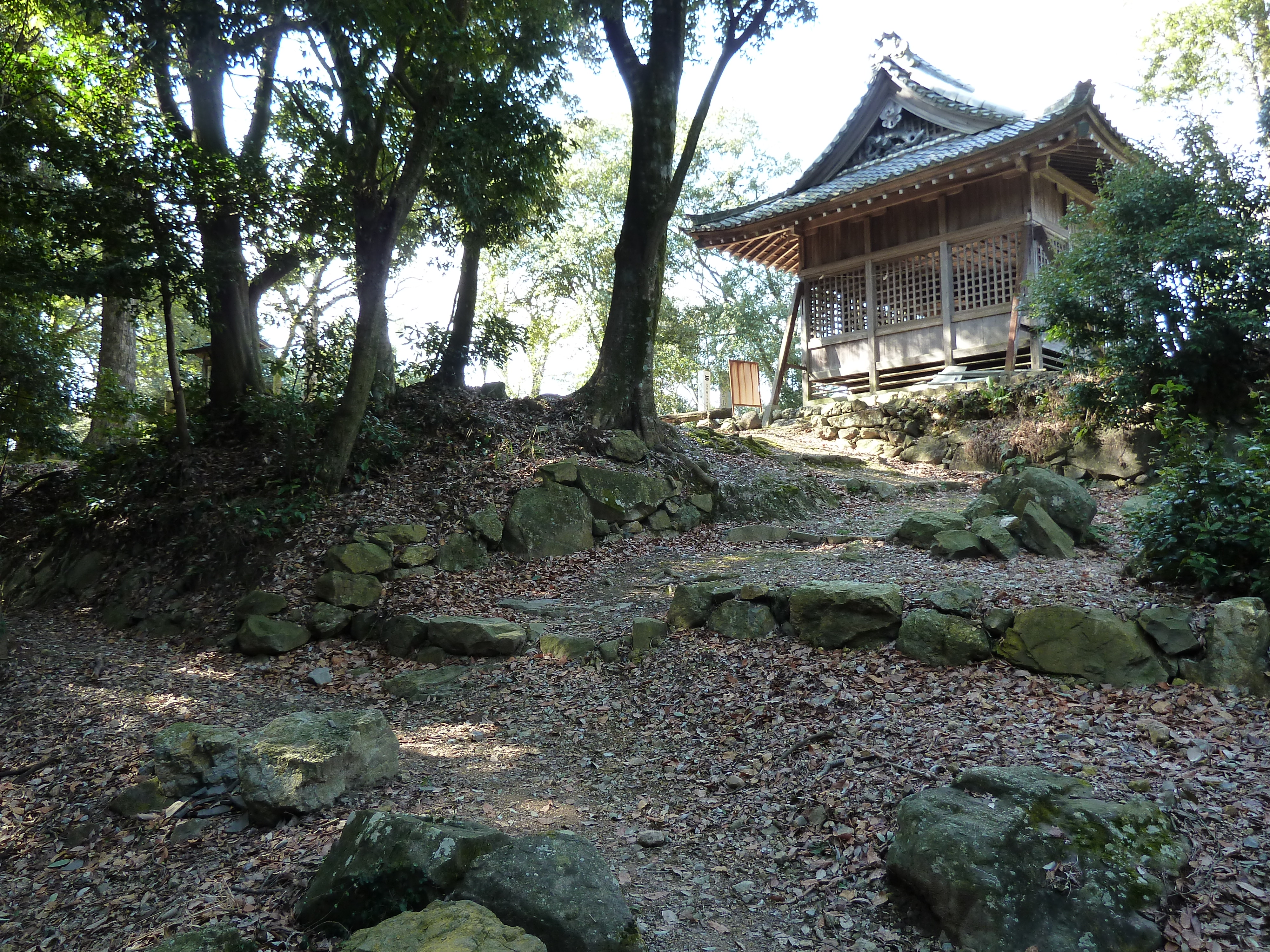
穴蔵西出口跡
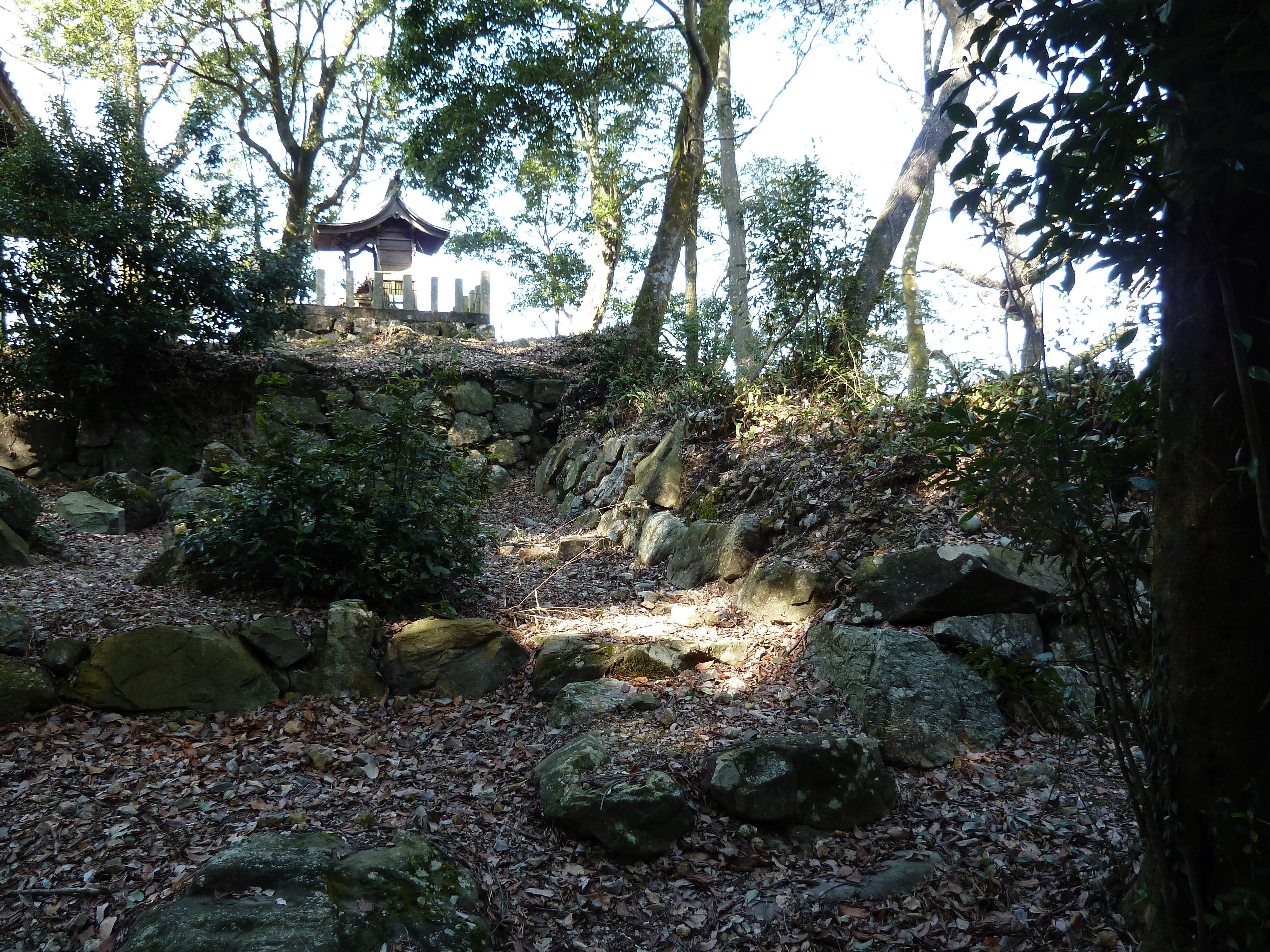
穴蔵東出口跡

袖櫓（そでやぐら）
本丸の南側に存在した建物。小天守と東側で隣接して、建物の北西側に出入り口が設けられていた。現在は礎石が残るのみである。
本丸御殿
本丸の中央部に存在した建物で城主の居館として使用された。本丸御殿跡からは茶碗などの食器が出土している。規模は東西約11メートル、南北約12.7メートルで面積約138.6平方メートル。2棟の建物があり、南棟の南側には廊下が存在した。礎石の一部が現存する。1953年（昭和28年）に鳥竜神社再建の際に整地のために礎石を石材として転用して一部の原型を崩されてしまい、詳しい構図はよく分かっていない。
西南隅櫓（坤櫓）
本丸の南西隅に存在した二層の隅櫓。規模は南北約9メートル、東西約8メートル。6個の礎石が現存するのみである。隅櫓跡から古瓦片などが出土している。
- 西南隅櫓の石垣
- 西南隅櫓跡

仕切門
本丸の中央部に存在した門。礎石だけが現存している。

### 大手枡形

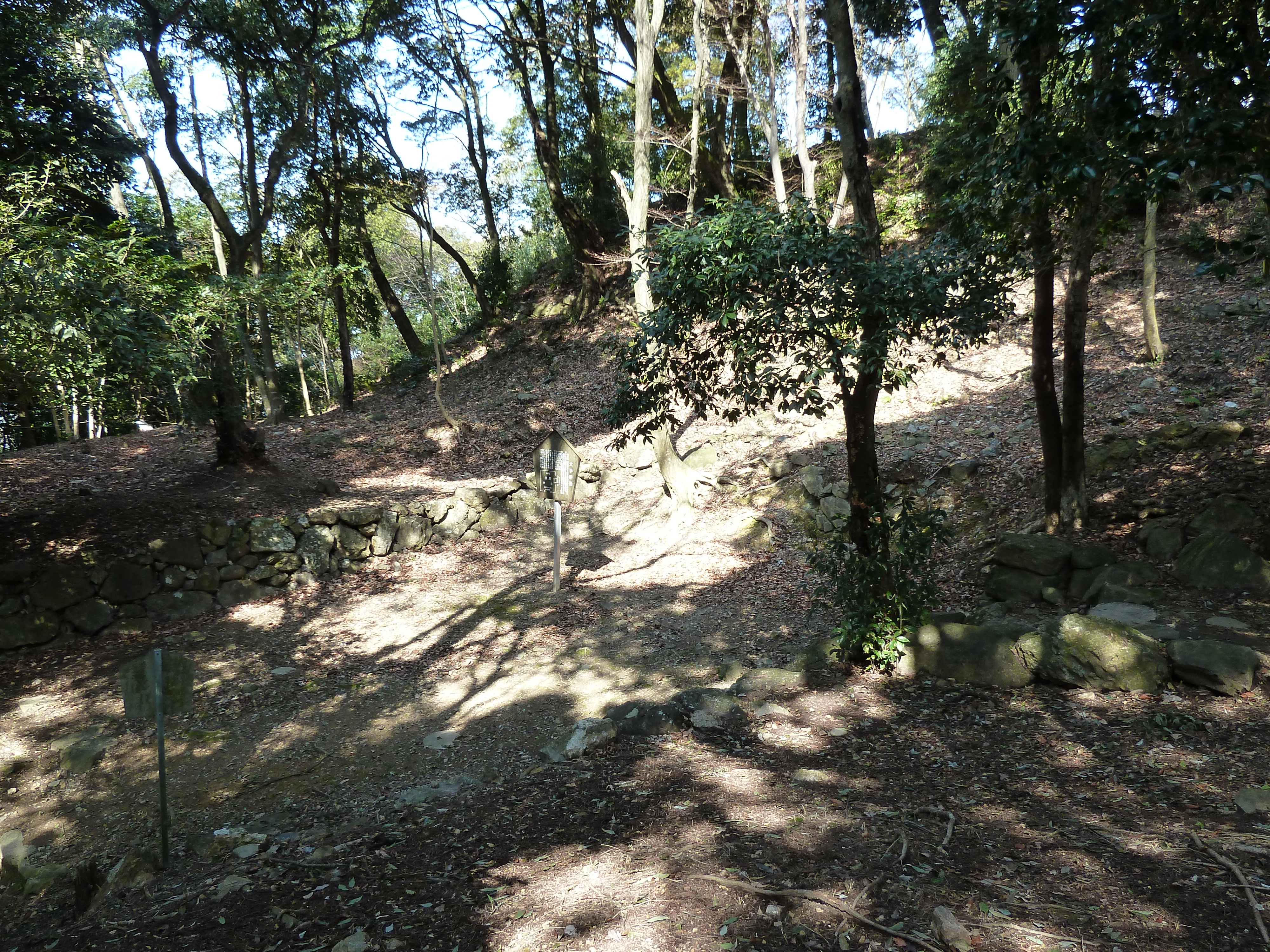
大手枡形

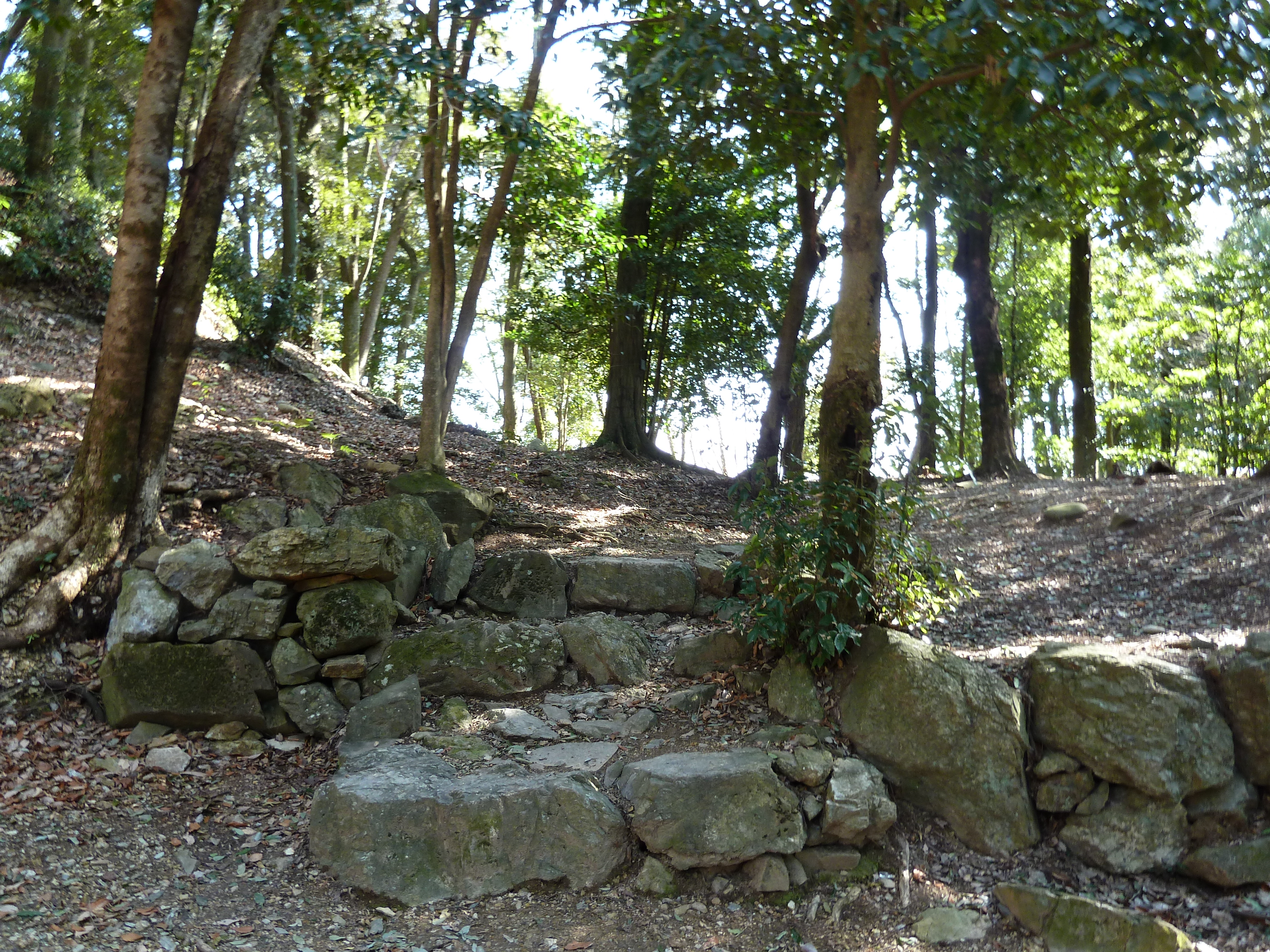
二の門跡「表側」
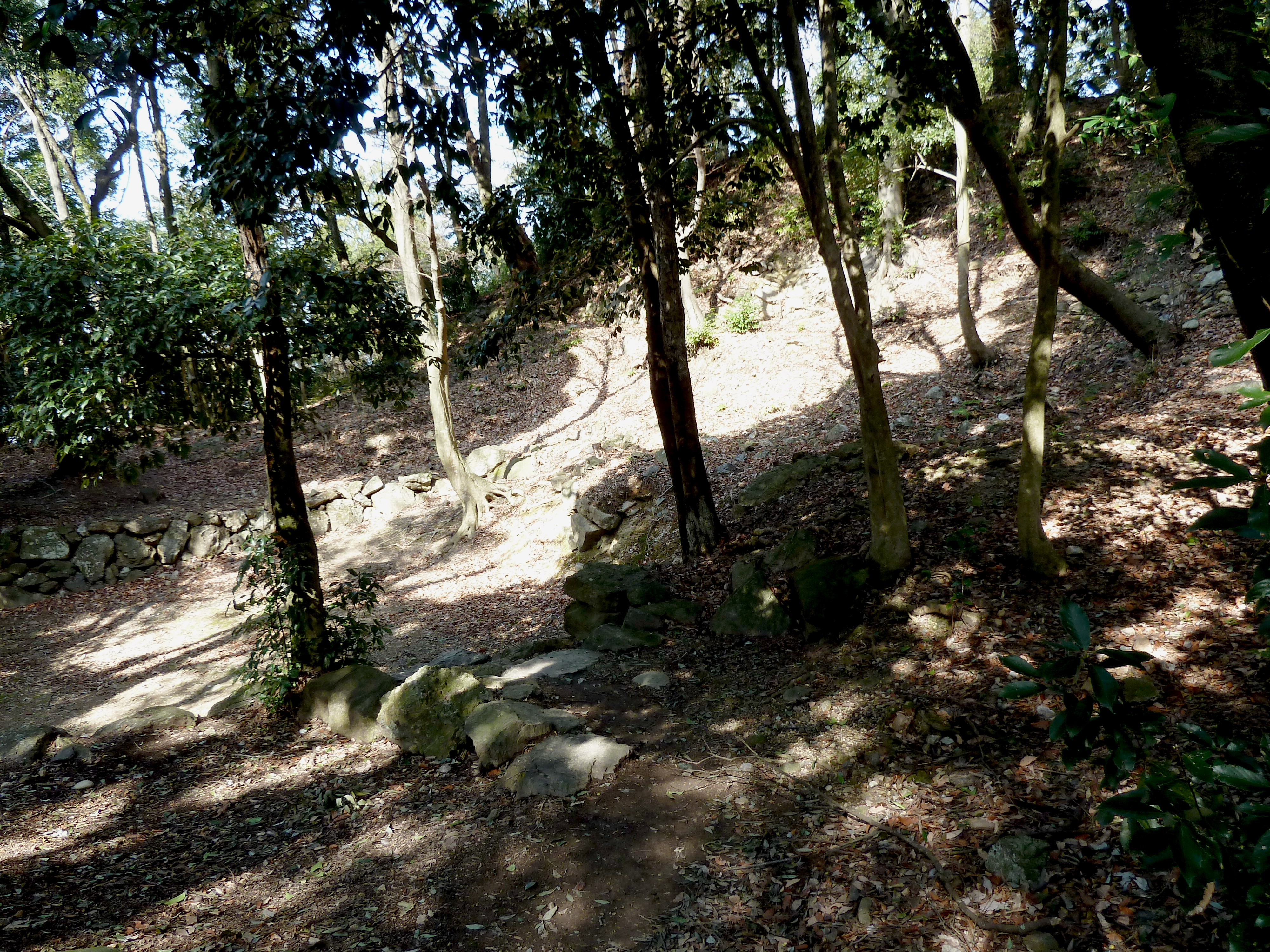
二の門跡「裏側」

二の丸から本丸へ登る途中にある門や土塀に囲まれた空間。南側正面に大手門、大手門を過ぎて右手の石段「3段」の上に二の門が設けられていた。規模は南北約9メートル、東西約12メートル。普段は武士達への威厳を示す場所であり、ここまで来た武士は呼吸を整えながら、本丸へ登るために衣紋の乱れなどを直していた。
大手門
大手枡形の南側に存在した門。通称：追手門、一の門、表門。門の両脇に潜り門とし、更に両脇に袖塀をつけていた。慶長5年（1600年）に犬山城へ移築されて内田御門に使用された。その後、同市にある瑞泉寺に移築された。江戸時代後期に老朽化のため新造されて現在に至る。その門の土台の間隔は兼山城大手門の礎石の寸法と一致したという。

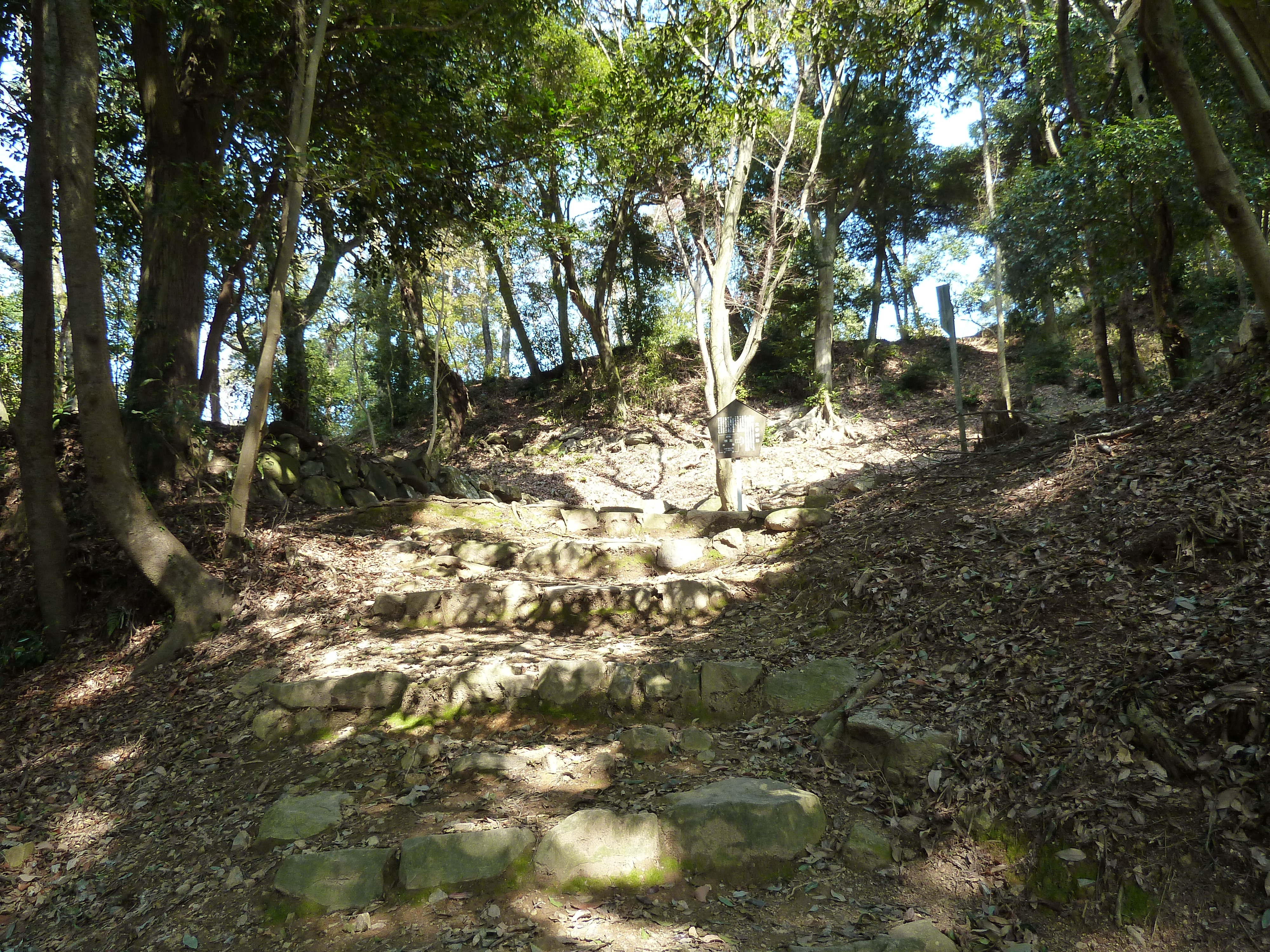
大手門跡（表側）
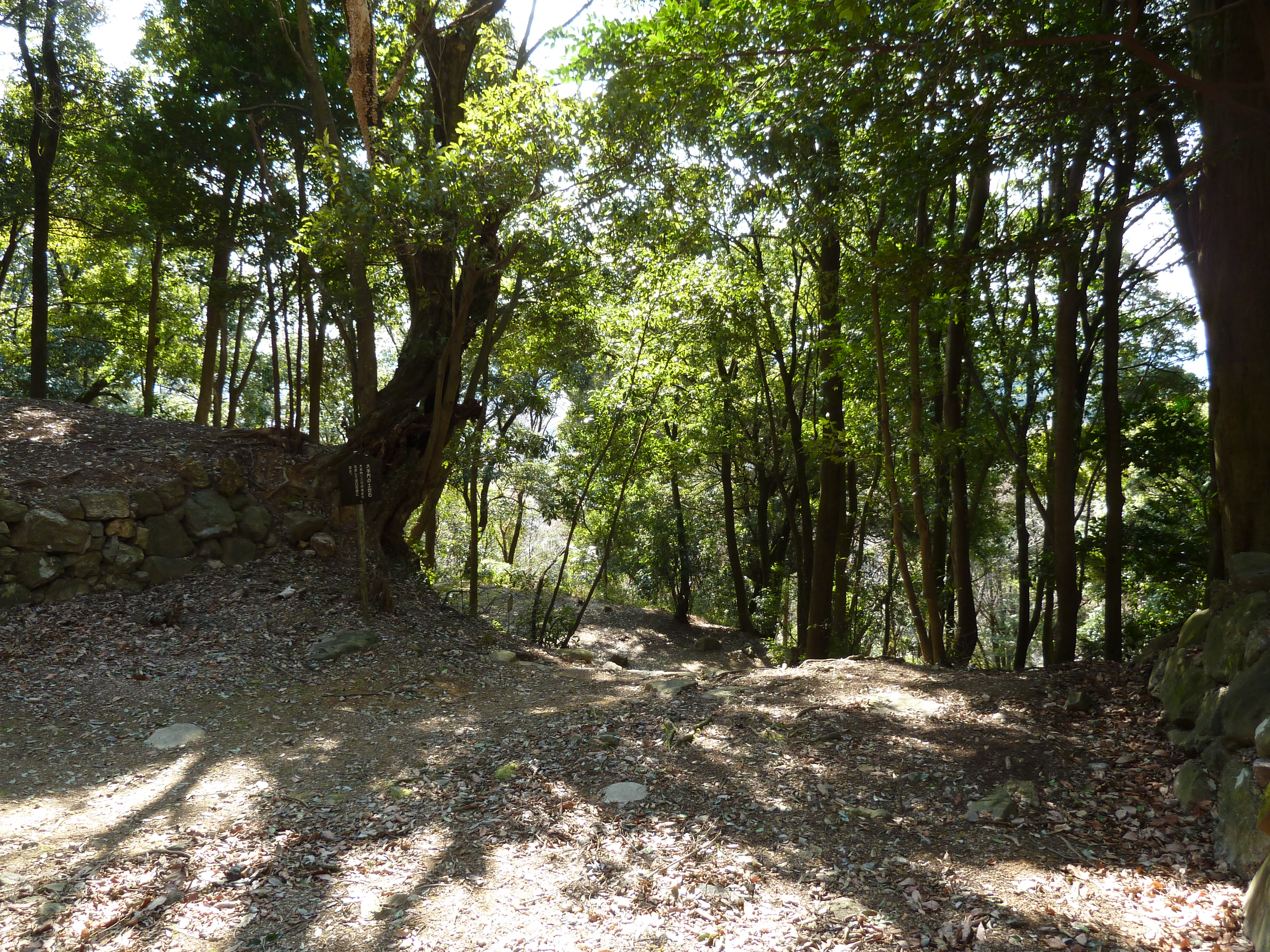
大手門跡（裏側）

二の門
大手枡形の東側に存在した門。通称：裏門、出口門。慶長5年（1600年）に大手門と同様に犬山城へ移築されて高麗門に使用されたが、その後、同市にある瑞泉寺に移築され、2025年に可児市の戦国山城ミュージアム再移築された。

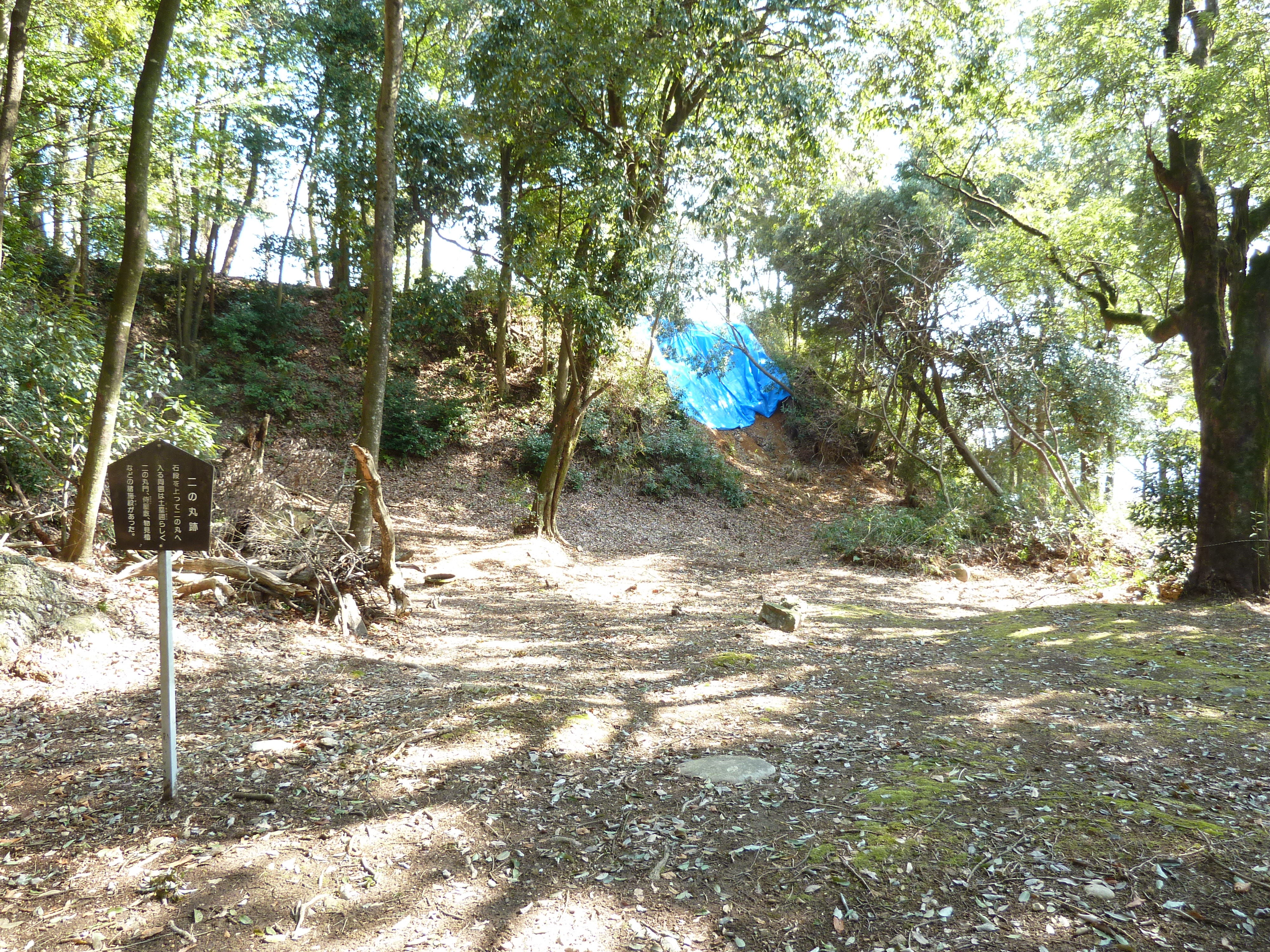
二の門跡「表側」
- 二の門跡「裏側」

### 二の丸

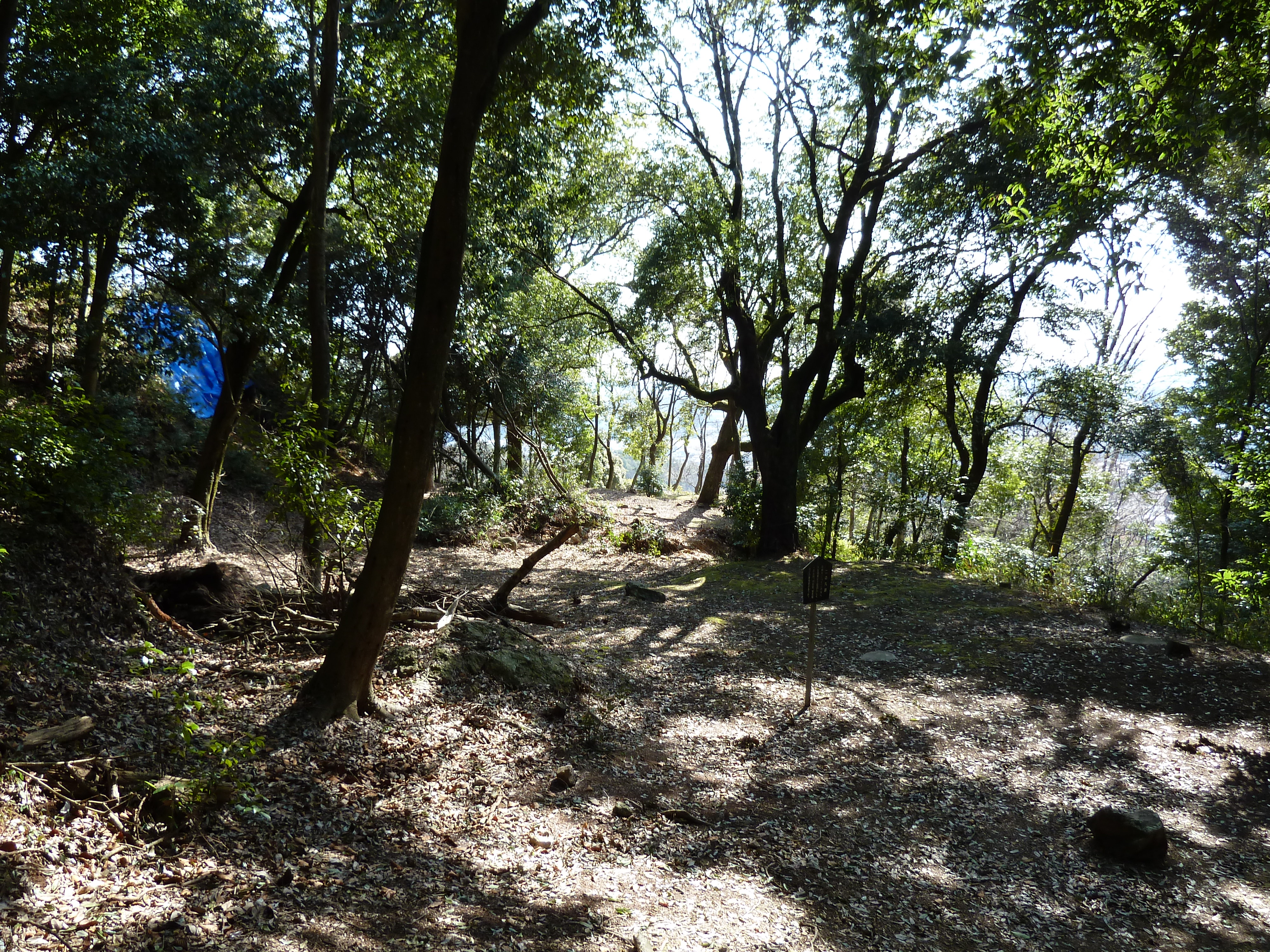
二の丸

南腰曲輪の南側に位置する郭。家臣団の屋敷（侍屋敷）が設けられ、南側に見張櫓、北側に二の丸門が設けられていた。
二の丸見張櫓
二の丸の南側に存在した二層の櫓。2棟の建物から形成された。天守台に匹敵する広さで、櫓からは城の東側周囲を見渡すことができ、兼山城の敵勢監視をするために重要な櫓であった。

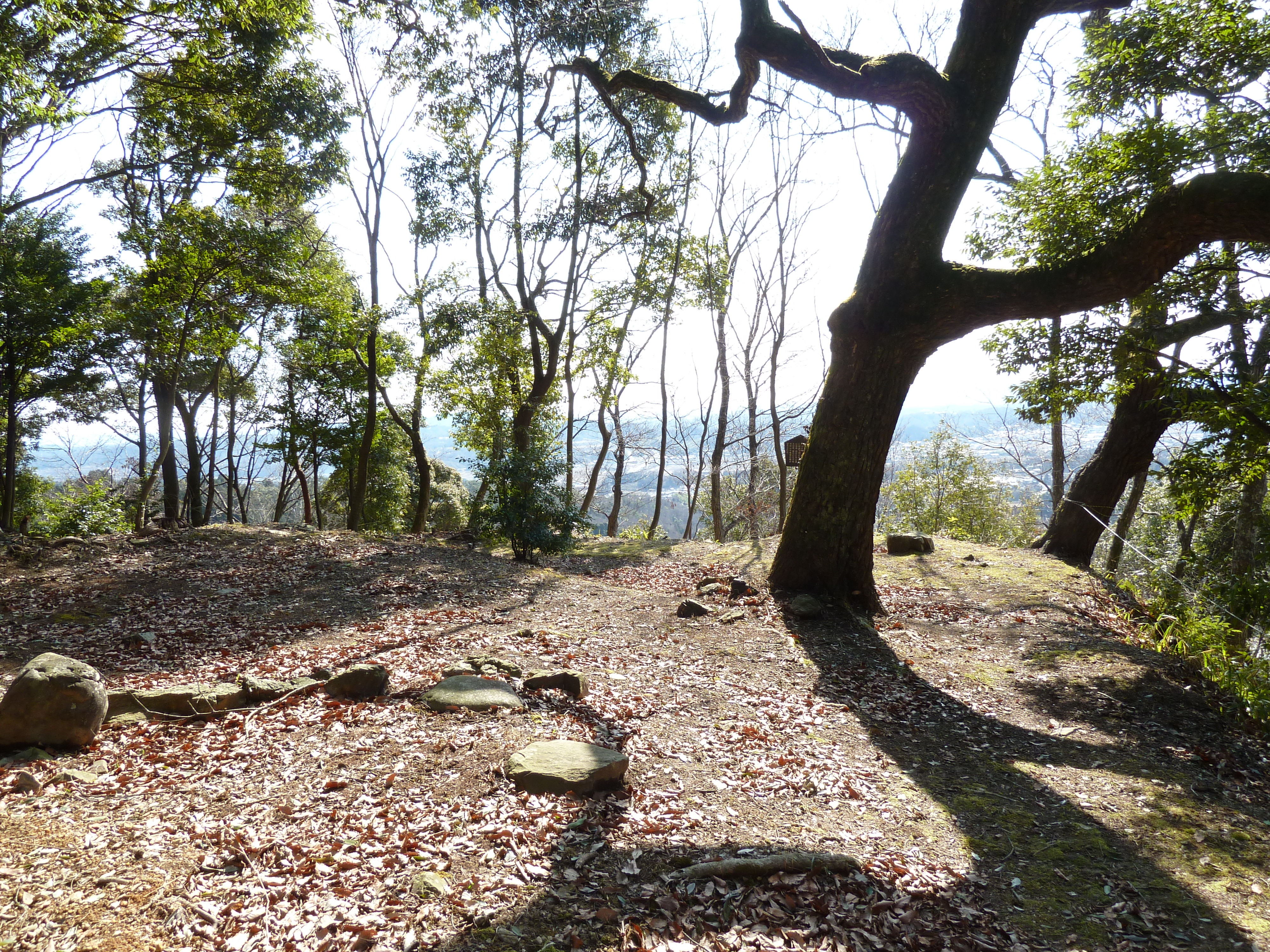
二の丸見張櫓跡

二の丸門
二の丸の北側に存在した門。両側とも土塀と隣接していた。現在は礎石が残るのみである。

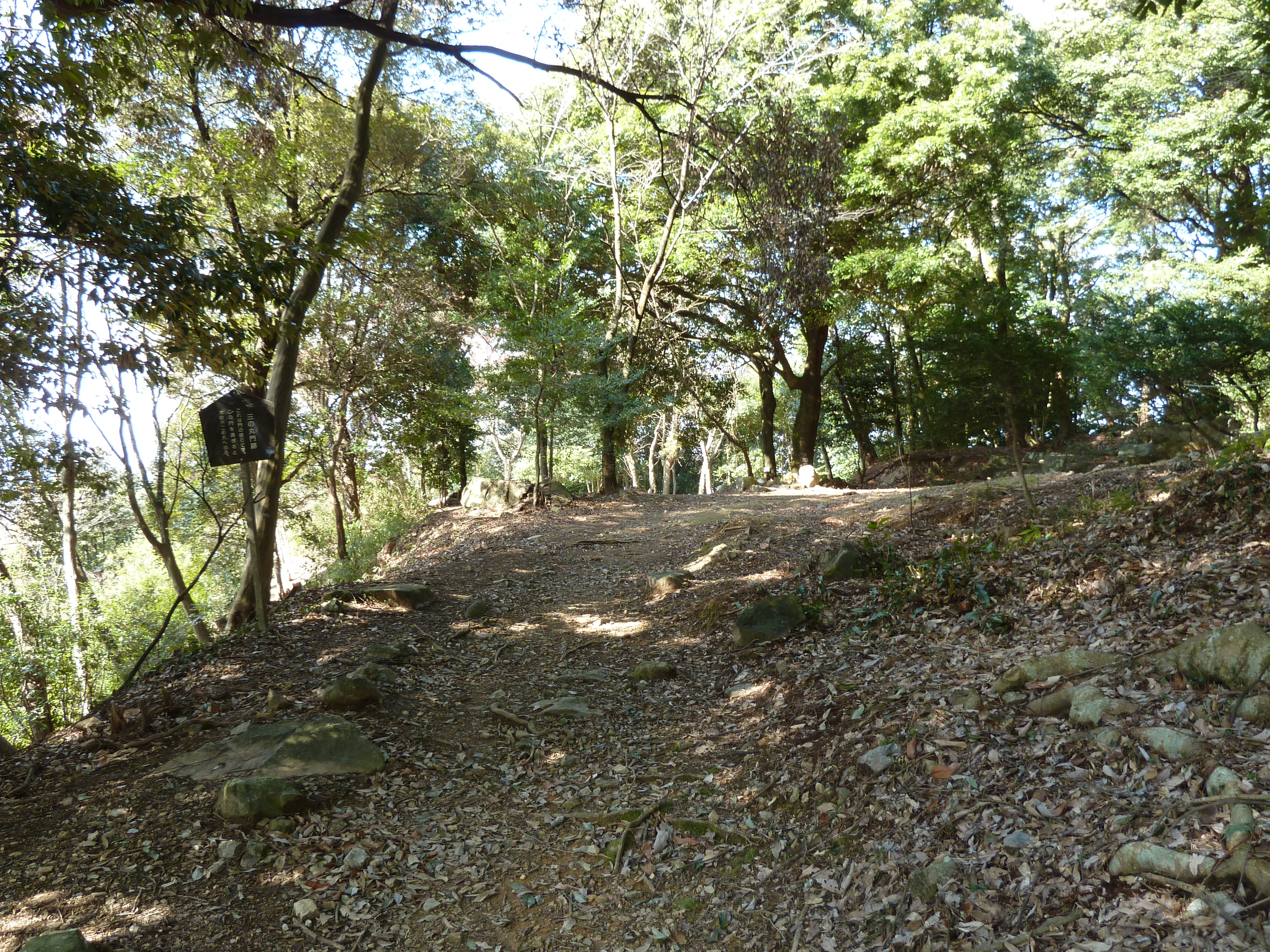
二の丸門跡

### 三の丸

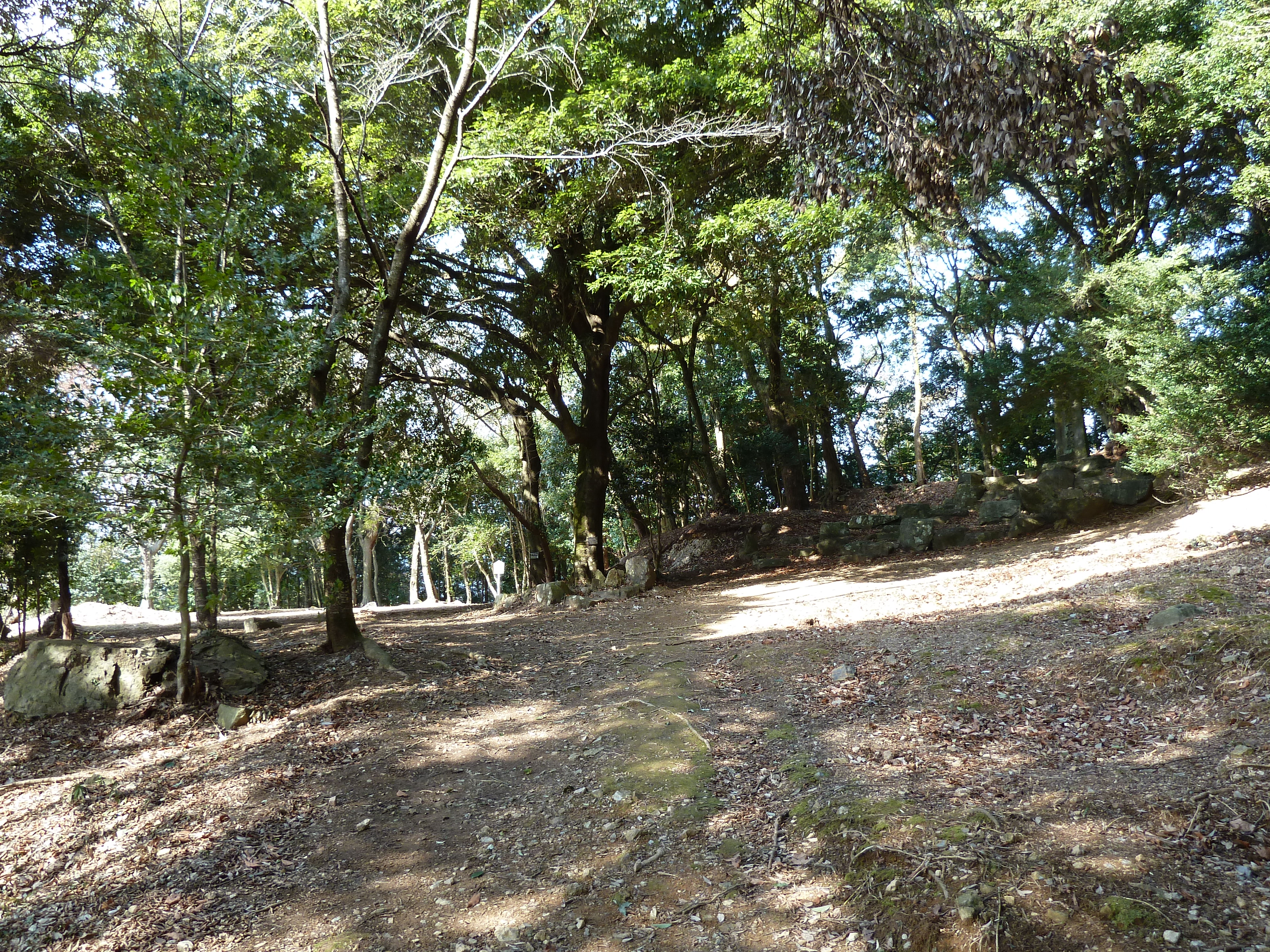
三の丸

西腰曲輪の南側に位置している郭。厩などが設けられていたと考えられており、中央部に見張櫓、南側に三の丸門が設けられていた。
三の丸見張櫓
三の丸の中央部に存在した二層の櫓。ここは三の丸、二の丸、西腰曲輪、北方物見櫓へ通ずる要所で兼山城の最重要箇所であった。東西約6.5メートル、南北約5.5メートルの台地上に建てられた。1954年（昭和29年）に古城山払下記念碑の建設などが相次いで行われ、原型は崩されて礎石や石垣などの残石がそのままの状態で西腰曲輪などに散乱している。

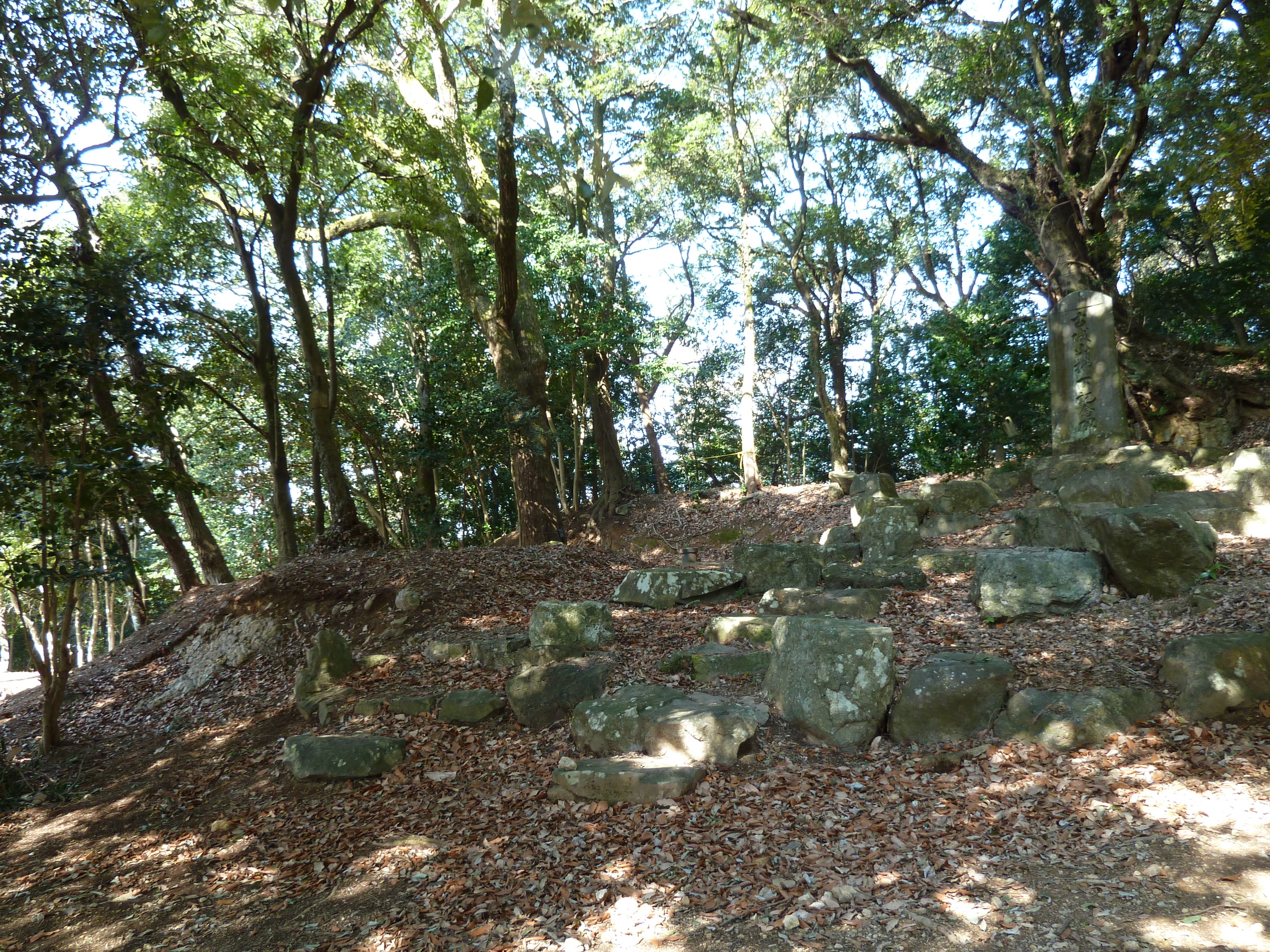
三の丸見張櫓跡
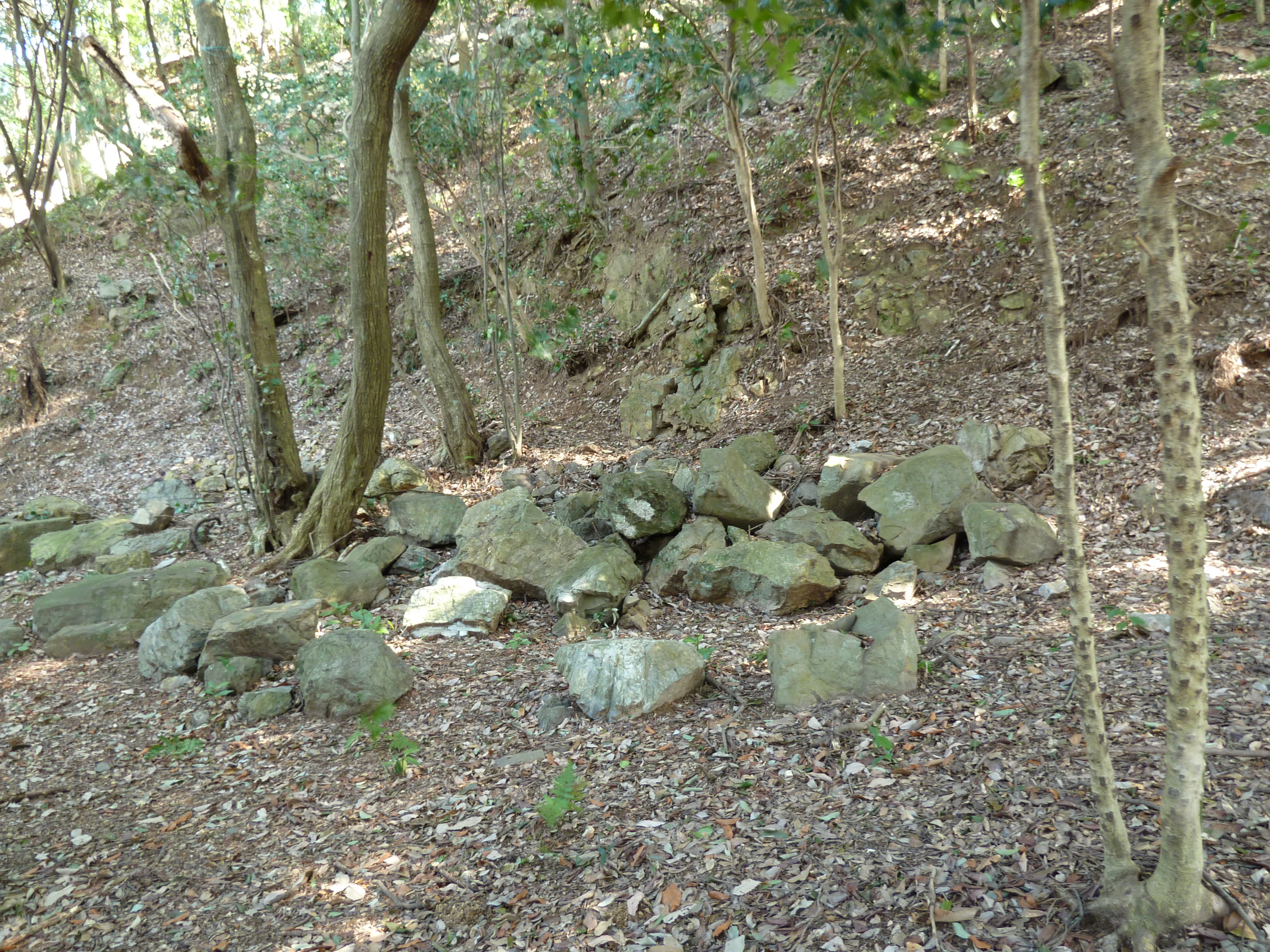
西腰曲輪に散乱している残石

三の丸門
三の丸の南側に存在した門。両側とも土塀と隣接し、正面から見て左側に門番がいたと考えられている。礎石が他の門よりも大きいことから大きい規模の門であったことがいえる。礎石だけが現存している。
- 三の丸門跡

### 出丸

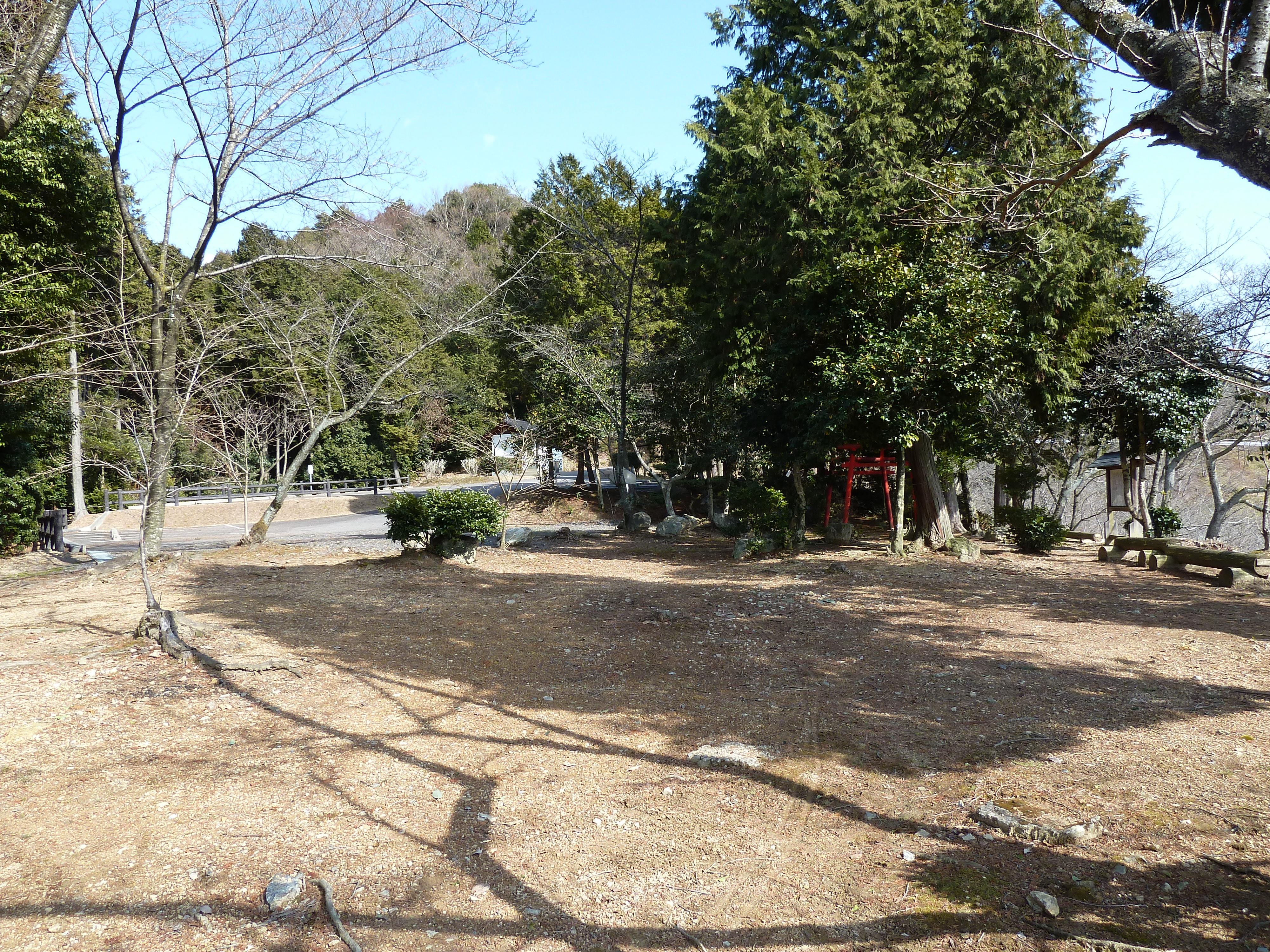
出丸

兼山城の第一防衛線のため大手口に築かれた曲輪。城内で唯一独立している郭で、規模は東西約50メートル、南北約43メートルで城内で最も広い曲輪である。北側は高さ約3メートルの土塁で築かれ、南側は高さは約3.4メートルの石垣で築造されている。出丸の石垣は城内で現存する石垣の中で最も古いといわれている。現在は近くに駐車場があるため他の郭と比べて比較的整備されている。
出丸櫓
出丸の南東隅に存在した二重の櫓。櫓の東側に山麓と通じる大手道がある。礎石だけが現存している。
出丸表門
出丸の東側に存在した門。礎石だけが現存している。

### 南腰曲輪

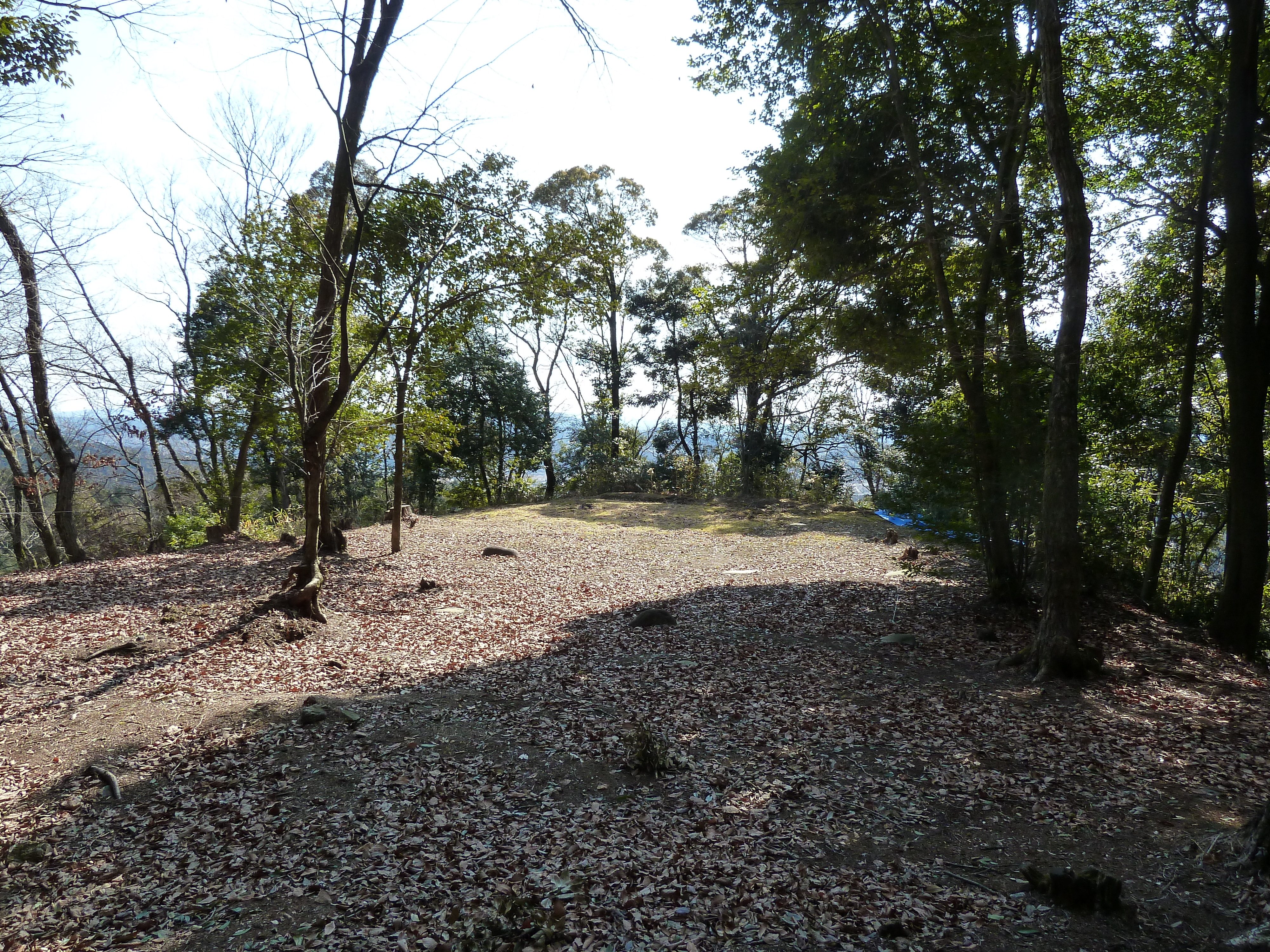
南腰曲輪

本丸の南側に位置している郭。規模は320平方メートルで中央部に武器櫓が設けられていた。南側に共同アンテナが建てられている。
武器櫓
南腰曲輪の中央部に存在した一重の櫓。3棟の建物から形成され、北側の中央部に出入り口が存在した。櫓跡から平瓦の破片が出土したことから、建物は瓦葺であったことが確認できる。礎石が現存している。

### 西腰曲輪

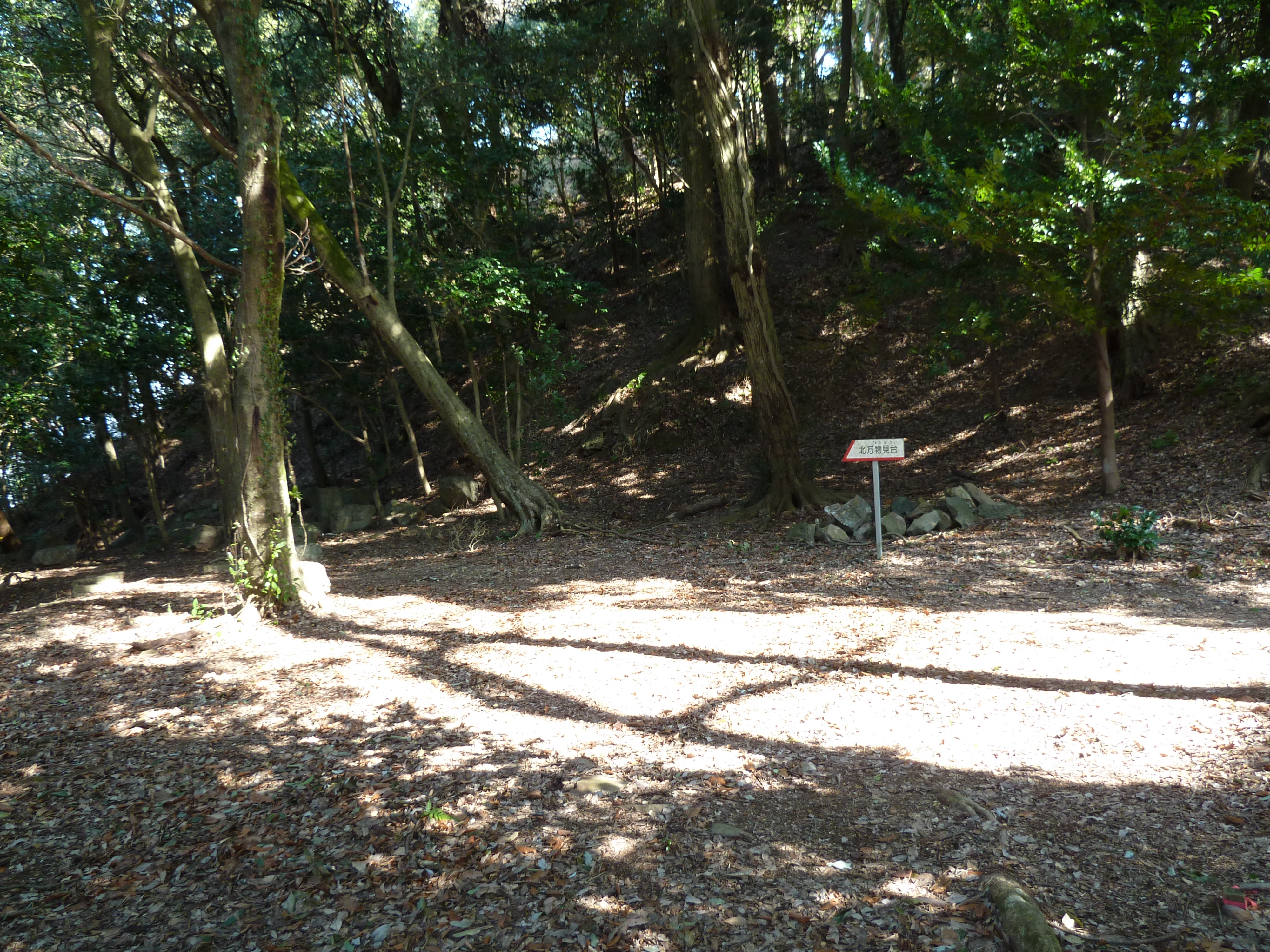
西腰曲輪

三の丸の北東側に位置している郭。規模は約265平方メートルで三の丸見張櫓の石垣の残石などが散乱している。三の丸見張櫓との間に水手門が存在した。
水手門
水手門は西腰曲輪と三の丸見張櫓の間に存在した門。通称：水の手門。水の手へ向かう入口の役割を果たしていた。

### 東腰曲輪
本丸の東隣に位置している郭。北側には東西約10メートル、高さ約3メートルの石垣を構築し、石積手法は野面積で出丸の石垣とともに城内で最も古いといわれている。面積は東西約21メートルの330平方メートルで天守台の石垣の隣に天水井戸が設けられていた。
天水井戸
東腰曲輪の西側に存在した井戸。山頂にあることから雨水を貯めていた井戸と考えられている。終戦前まで完全に現存していたが、戦後に何者かによって破壊されてしまった。規模は深さ約1.4メートル、幅1.5メートル、長さ約2.5メートルあった。

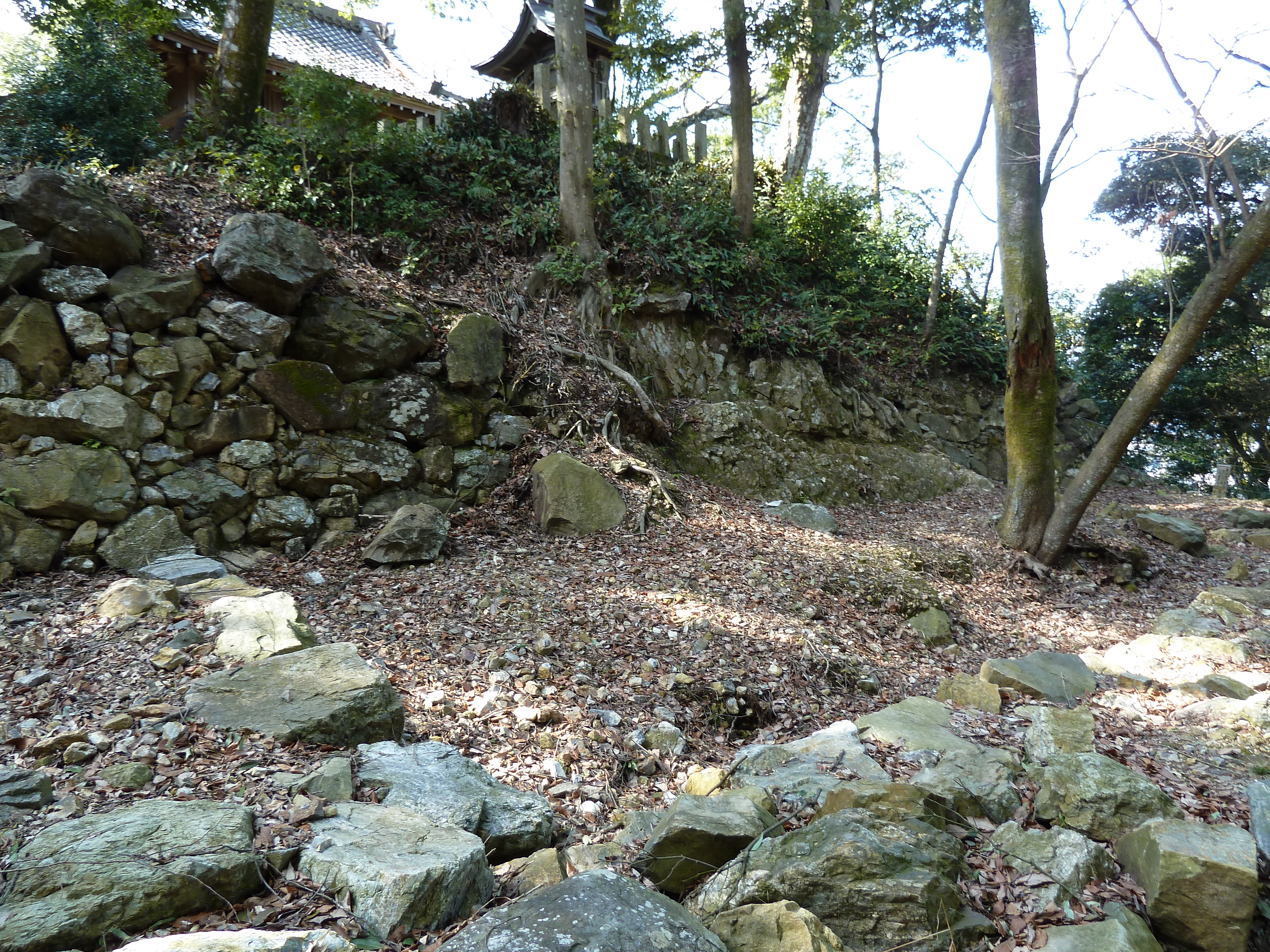
天水井戸跡

### 帯曲輪

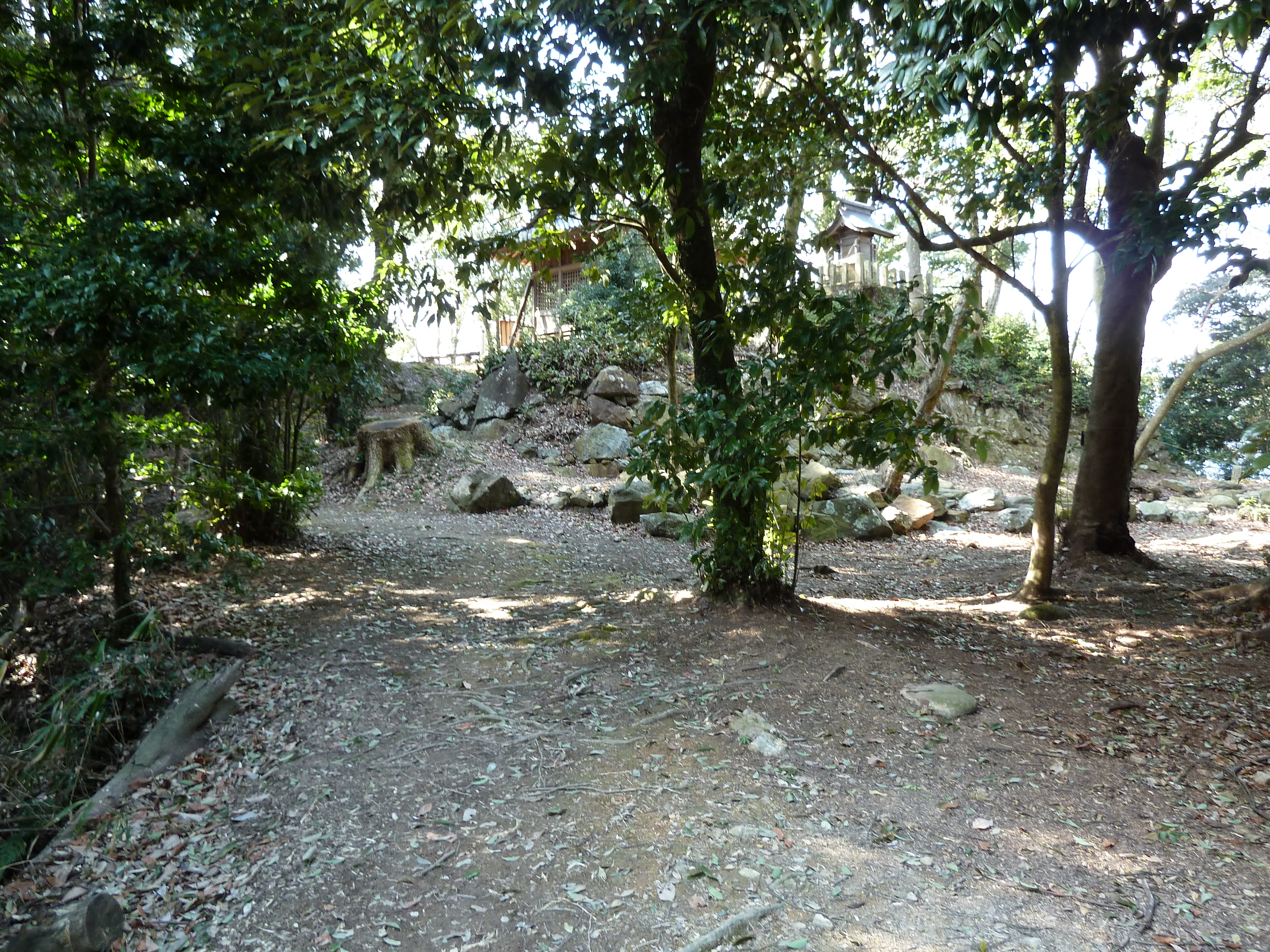
搦手門跡

本丸の南側に位置している郭。南東隅に搦手門が設けられていた。規模は長さ約20メートル、幅約5.6メートル。
搦手門
東腰曲輪の南東隅に存在した門。本丸から左近屋敷へ向かう途中に置かれていた。現在は礎石が残るだけである。

### その他

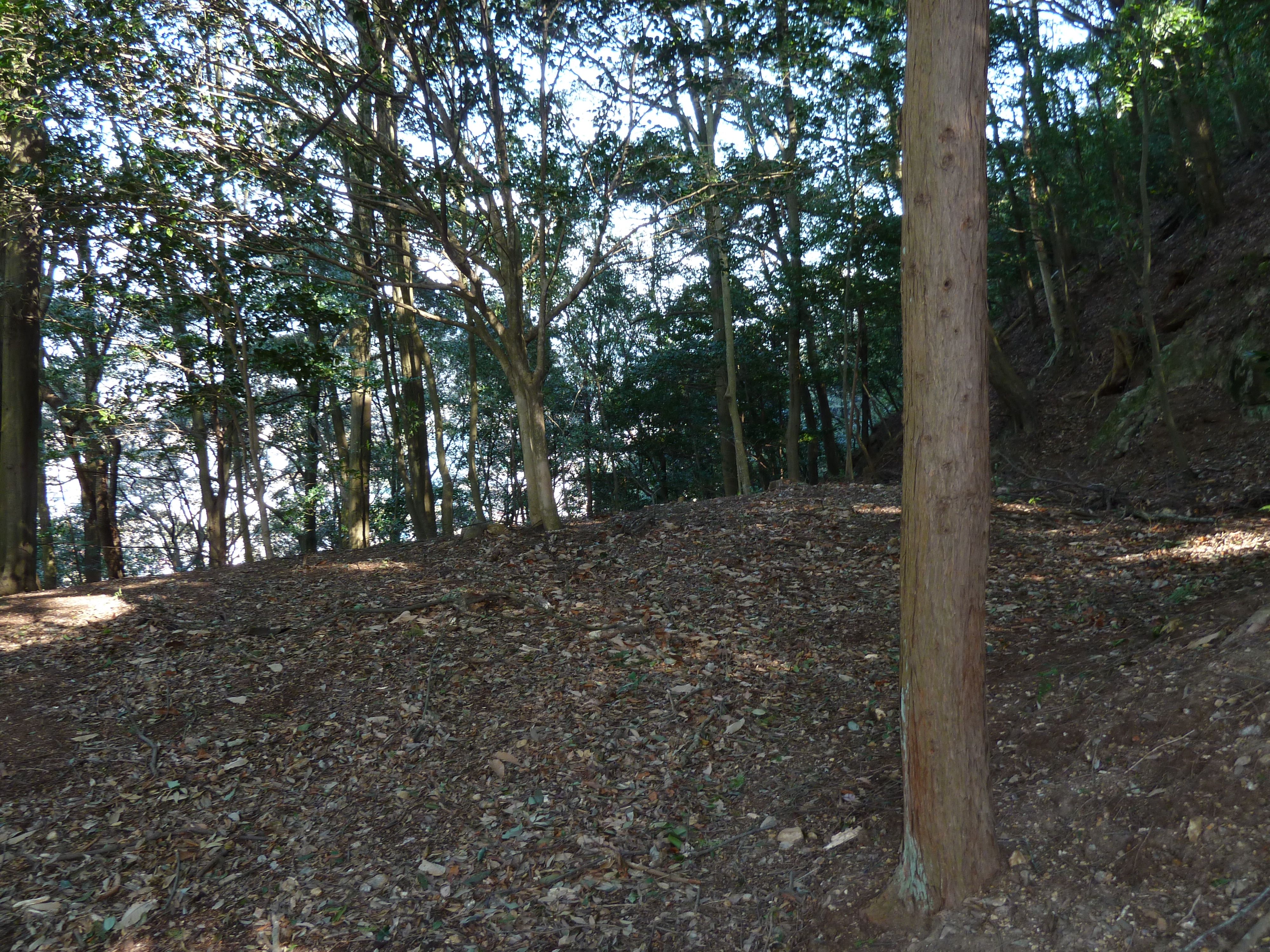
北方物見櫓跡

北方物見櫓
兼山城の北端にある北方物見台に存在した二重の櫓。北方物見櫓は質素で簡単な造りであった。北方物見台は二段に分かれており、上段に櫓を設け下段に敵を遮断するための高塀を廻らせていた。規模は上段と下段を合わせて東西約14メートル、南北約10メートル。本丸のすぐ北側の下にあり、かつては本丸と大手枡形への連絡通路が存在した。現在は西腰曲輪からの連絡通路しか残っていない。
左近屋敷
古城山の中腹に存在した居館。森氏の家老であった細野左近の館で、南東側で物見台と隣接している。屋敷は削平にした東西約14メートル、南北約15メートルの台地上の東端に存在した。屋敷の門の礎石と、建物の礎石が現存している。
南東方物見櫓
左近屋敷の南側にある物見台に存在した櫓。約6メートル四方の台地上に置かれた。
水の手
水の手は兼山城の北西側に存在した湧水。水手門の先にある水の手道とよばれる道を通って城兵はここまで飲料水を汲みに来たという。東腰曲輪にも天水井戸があったが、飲料用ではないので、城中生活の飲料水はここに依存していた。

## 現地情報

### 所在地
- 岐阜県可児市（旧兼山町）兼山字古城

### 交通アクセス（登城口）
鉄道
- 名古屋鉄道
  - 広見線明智駅より北へ徒歩約55分
  - 広見線顔戸駅より北へ徒歩約1時間
- 東海旅客鉄道
  - 高山線古井駅より東へ徒歩約1時間

路線バス
- YAOバス
  - 城戸坂バス停下車 北へ徒歩約3分

自動車道
- 中央自動車道 土岐ICから車で約30分。
- 東海環状自動車道 可児御嵩ICから車で約10分。
- 県道381号線『下渡橋南交差点』を南側に曲がり、兼山小学校手前に駐車場。